# Cesarze Chin
Cesarze Chin – wykaz chińskich władców (huangdi, chiń. 皇帝) od ustanowienia cesarstwa (221 p.n.e.) do obalenia monarchii.

## Dynastia Qin
| Wizerunek | Imię pośmiertne | Imię prywatne      | Okres panowania | Nazwa ery | Lata |
| --------- | --- | ------------------ | --------------- | --------- | ---- |
|           | Shǐ Huángdì 始皇帝 | Yíng Zhèng 嬴政    | 221–210 p.n.e.  |           |      |
|           | Èr Shì Huángdì 二世皇帝 | Yíng Húhài 嬴胡亥  | 209–207 p.n.e.  |           |      |
|           | Czasami używa się imienia pośmiertnego Shang, aczkolwiek zazwyczaj przyjmuje się, że imię pośmiertne w przypadku tego władcy nie istnieje | Yíng Ziyīng 嬴子嬰 | 207 p.n.e.      |           |      |

## Dynastia Han
| Wizerunek                                | Imię pośmiertne                          | Imię prywatne     | Okres panowania | Nazwa ery               | Lata                |
| ---------------------------------------- | ---------------------------------------- | ----------------- | --------------- | ----------------------- | ------------------- |
| Zachodnia Dynastia Han 206 p.n.e.–9 n.e. |                                          |                   |                 |                         |                     |
|                                          | Han Gaozu 高祖                           | Liu Bang 劉邦     | 206–195 p.n.e.  | Nie istnieje            | Nie istnieje        |
|                                          | Han Huidi 惠帝                           | Liu Ying 劉盈     | 194–188 p.n.e.  | Nie istnieje            | Nie istnieje        |
|                                          | Shaodi (Shaodi Gong) 少帝                | Liu Gong 劉恭     | 188–184 p.n.e.  | Nie istnieje            | Nie istnieje        |
|                                          | Shaodi (Shaodi Hong) 少帝                | Liu Hong 劉弘     | 184–180 p.n.e.  | Nie istnieje            | Nie istnieje        |
|                                          | Han Wendi 文帝                           | Liu Heng 劉恆     | 179–157 p.n.e.  | Hòuyuán (後元)          | 163–156 p.n.e.      |
|                                          | Han Jingdi 景帝                          | Liu Qi 劉啟       | 156–141 p.n.e.  | Zhōngyuán (中元)        | 149–143 p.n.e.      |
| Hòuyuán (後元)                           | Han Jingdi 景帝                          | Liu Qi 劉啟       | 156–141 p.n.e.  | 143–141 p.n.e.          |                     |
|                                          | Han Wudi 武帝                            | Liu Che 劉徹      | 140–87 p.n.e.   | Jiànyuán (建元)         | 140–135 p.n.e.      |
| Yuánguāng(元光)                          | Han Wudi 武帝                            | Liu Che 劉徹      | 140–87 p.n.e.   | 134–129 p.n.e.          |                     |
| Yuánshuò (元朔)                          | Han Wudi 武帝                            | Liu Che 劉徹      | 140–87 p.n.e.   | 128–123 p.n.e.          |                     |
| Yuánshòu (元狩)                          | Han Wudi 武帝                            | Liu Che 劉徹      | 140–87 p.n.e.   | 122–117 p.n.e.          |                     |
| Yuándǐng (元鼎)                          | Han Wudi 武帝                            | Liu Che 劉徹      | 140–87 p.n.e.   | 116–111 p.n.e.          |                     |
| Yuánfēng (元封)                          | Han Wudi 武帝                            | Liu Che 劉徹      | 140–87 p.n.e.   | 110–105 p.n.e.          |                     |
| Tàichū (太初)                            | Han Wudi 武帝                            | Liu Che 劉徹      | 140–87 p.n.e.   | 104–101 p.n.e.          |                     |
| Tiānhàn (天漢)                           | Han Wudi 武帝                            | Liu Che 劉徹      | 140–87 p.n.e.   | 100–97 p.n.e.           |                     |
| Tàishǐ (太始)                            | Han Wudi 武帝                            | Liu Che 劉徹      | 140–87 p.n.e.   | 96–93 p.n.e.            |                     |
| Zhēnghé (征和)                           | Han Wudi 武帝                            | Liu Che 劉徹      | 140–87 p.n.e.   | 92–89 p.n.e.            |                     |
| Hòuyuán (後元)                           | Han Wudi 武帝                            | Liu Che 劉徹      | 140–87 p.n.e.   | 88–87 p.n.e.            |                     |
|                                          | Han Zhaodi 昭帝                          | Liu Fuling 劉弗陵 | 86–74 p.n.e.    | Shǐyuán (始元)          | 86–80 p.n.e.        |
| Yuánfèng (元鳳)                          | Han Zhaodi 昭帝                          | Liu Fuling 劉弗陵 | 86–74 p.n.e.    | 80–75 p.n.e.            |                     |
| Yuánpíng (元平)                          | Han Zhaodi 昭帝                          | Liu Fuling 劉弗陵 | 86–74 p.n.e.    | 74 p.n.e.               |                     |
|                                          | Książę Changyi 昌邑王 lub 海昏侯         | Liu He 劉賀       | 74 p.n.e.       | Yuánpíng (元平)         | 74 p.n.e.           |
|                                          | Han Xuandi 宣帝                          | Liu Xun 劉詢      | 73–49 p.n.e.    | Běnshǐ (本始)           | 73–70 p.n.e.        |
| Dìjié (地節)                             | Han Xuandi 宣帝                          | Liu Xun 劉詢      | 73–49 p.n.e.    | 69–66 p.n.e.            |                     |
| Yuánkāng (元康)                          | Han Xuandi 宣帝                          | Liu Xun 劉詢      | 73–49 p.n.e.    | 65–61 p.n.e.            |                     |
| Shénjué (神爵)                           | Han Xuandi 宣帝                          | Liu Xun 劉詢      | 73–49 p.n.e.    | 61–58 p.n.e.            |                     |
| Wǔfèng (五鳳)                            | Han Xuandi 宣帝                          | Liu Xun 劉詢      | 73–49 p.n.e.    | 57–54 p.n.e.            |                     |
| Gānlù (甘露)                             | Han Xuandi 宣帝                          | Liu Xun 劉詢      | 73–49 p.n.e.    | 53–50 p.n.e.            |                     |
| Huánglóng (黃龍)                         | Han Xuandi 宣帝                          | Liu Xun 劉詢      | 73–49 p.n.e.    | 49 p.n.e.               |                     |
|                                          | Han Yuandi 元帝                          | Liu Shi 劉奭      | 48–33 p.n.e.    | Chūyuán (初元)          | 48–44 p.n.e.        |
| Yǒngguāng (永光)                         | Han Yuandi 元帝                          | Liu Shi 劉奭      | 48–33 p.n.e.    | 43–39 p.n.e.            |                     |
| Jiànzhāo (建昭)                          | Han Yuandi 元帝                          | Liu Shi 劉奭      | 48–33 p.n.e.    | 38–34 p.n.e.            |                     |
| Jìngníng (竟寧)                          | Han Yuandi 元帝                          | Liu Shi 劉奭      | 48–33 p.n.e.    | 33 p.n.e.               |                     |
|                                          | Han Chengdi 成帝                         | Liu Ao 劉驁       | 33–7 p.n.e.     | Jiànshǐ (建始)          | 32 p.n.e.–28 p.n.e. |
| Hépíng (河平)                            | Han Chengdi 成帝                         | Liu Ao 劉驁       | 33–7 p.n.e.     | 28–25 p.n.e.            |                     |
| Yángshuò (陽朔)                          | Han Chengdi 成帝                         | Liu Ao 劉驁       | 33–7 p.n.e.     | 24–21 p.n.e.            |                     |
| Hóngjiā (鴻嘉)                           | Han Chengdi 成帝                         | Liu Ao 劉驁       | 33–7 p.n.e.     | 20–17 p.n.e.            |                     |
| Yǒngshǐ (永始)                           | Han Chengdi 成帝                         | Liu Ao 劉驁       | 33–7 p.n.e.     | 16–13 p.n.e.            |                     |
| Yuányán (元延n2)                         | Han Chengdi 成帝                         | Liu Ao 劉驁       | 33–7 p.n.e.     | 12–9 p.n.e.             |                     |
| Suīhé (綏和)                             | Han Chengdi 成帝                         | Liu Ao 劉驁       | 33–7 p.n.e.     | 8–7 p.n.e.              |                     |
|                                          | Han Aidi 哀帝                            | Liu Xin 劉欣      | 6–1 p.n.e.      | Jiànpíng (建平)         | 6–3 p.n.e.          |
| Yuánshòu (元壽)                          | Han Aidi 哀帝                            | Liu Xin 劉欣      | 6–1 p.n.e.      | 2–1 p.n.e.              |                     |
|                                          | Han Pingdi 平帝                          | Liu Kan 劉衎      | 1 p.n.e.–5      | Yuánshǐ (元始)          | 1–5                 |
|                                          | Ruzi Ying 孺子嬰                         | Liu Ying 劉嬰     | 6–8             | Jùshè (居攝)            | 6 – Październik 8   |
| Chūshǐ (初始)                            | Ruzi Ying 孺子嬰                         | Liu Ying 劉嬰     | 6–8             | Listopad 8 – Grudzień 8 |                     |
| Dynastia Xin (9–23 n.e.)                 |                                          |                   |                 |                         |                     |
|                                          | Wang Mang (王莽)                         | Wang Mang (王莽)  | 9–23            | Shǐjiànguó (始建國)     | 9–13                |
| Tiānfēng (天鳳)                          | Wang Mang (王莽)                         | Wang Mang (王莽)  | 9–23            | 14–19                   |                     |
| Dìhuáng (地皇)                           | Wang Mang (王莽)                         | Wang Mang (王莽)  | 9–23            | 20–23                   |                     |
| Kontynuacja Dynastii Han                 |                                          |                   |                 |                         |                     |
|                                          | Geng Shi Di 更始帝                       | Liu Xuan 劉玄     | 23–25           | Gēngshǐ (更始)          | 23–25               |
| Wschodnia Dynastia Han 25–220            |                                          |                   |                 |                         |                     |
|                                          | Han Guangwudi 光武帝                     | Liu Xiu 劉秀      | 25–57           | Jiànwǔ (建武)           | 25–56               |
| Jiànwǔzhōngyuán (建武中元)               | Han Guangwudi 光武帝                     | Liu Xiu 劉秀      | 25–57           | 56–57                   |                     |
|                                          | Mingdi 明帝                              | Liu Zhuang 劉莊   | 58–75           | Yǒngpíng (永平)         | 58–75               |
|                                          | Han Zhangdi 章帝                         | Liu Da 劉炟       | 76–88           | Jiànchū (建初)          | 76–84               |
| Yuánhé (元和)                            | Han Zhangdi 章帝                         | Liu Da 劉炟       | 76–88           | 84–87                   |                     |
| Zhānghé (章和)                           | Han Zhangdi 章帝                         | Liu Da 劉炟       | 76–88           | 87–88                   |                     |
|                                          | Han Hedi 和帝                            | Liu Zhao 劉肇     | 89–105          | Yǒngyuán (永元)         | 89–105              |
| Yuánxīng (元興)                          | Han Hedi 和帝                            | Liu Zhao 劉肇     | 89–105          | 105                     |                     |
|                                          | Han Shangdi 殤帝                         | Liu Long 劉隆     | 106             | Yánpíng (延平)          | 9 miesięcy w 106    |
|                                          | Han Andi 安帝                            | Liu Hu 劉祜       | 106–125         | Yǒngchū (永初)          | 107–113             |
| Yuánchū (元初)                           | Han Andi 安帝                            | Liu Hu 劉祜       | 106–125         | 114–120                 |                     |
| Yǒngníng (永寧)                          | Han Andi 安帝                            | Liu Hu 劉祜       | 106–125         | 120–121                 |                     |
| Jiànguāng (建光)                         | Han Andi 安帝                            | Liu Hu 劉祜       | 106–125         | 121–122                 |                     |
| Yánguāng (延光)                          | Han Andi 安帝                            | Liu Hu 劉祜       | 106–125         | 122–125                 |                     |
|                                          | Shao Di, Markiz Beixiang 少帝 lub 北鄉侯 | Liu Yi 劉懿       | 125             | Yánguāng (延光)         | 125                 |
|                                          | Han Shundi 順帝                          | Liu Bao 劉保      | 125–144         | Yǒngjiàn (永建)         | 126–132             |
| Yángjiā (陽嘉)                           | Han Shundi 順帝                          | Liu Bao 劉保      | 125–144         | 132–135                 |                     |
| Yǒnghé (永和)                            | Han Shundi 順帝                          | Liu Bao 劉保      | 125–144         | 136–141                 |                     |
| Hàn’ān (漢安)                            | Han Shundi 順帝                          | Liu Bao 劉保      | 125–144         | 142–144                 |                     |
| Jiànkāng (建康)                          | Han Shundi 順帝                          | Liu Bao 劉保      | 125–144         | 144                     |                     |
|                                          | Han Chongdi 沖帝                         | Liu Bing 劉炳     | 144–145         | Yōngxī (永嘉)           | 145                 |
|                                          | Han Zhidi 質帝                           | Liu Zuan 劉纘     | 145–146         | Běnchū (本初)           | 146                 |
|                                          | Han Huandi 桓帝                          | Liu Zhi 劉志      | 146–168         | Jiànhé (建和)           | 147–149             |
| Hépíng (和平)                            | Han Huandi 桓帝                          | Liu Zhi 劉志      | 146–168         | 150                     |                     |
| Yuánjiā (元嘉)                           | Han Huandi 桓帝                          | Liu Zhi 劉志      | 146–168         | 151–153                 |                     |
| Yǒngxīng (永興)                          | Han Huandi 桓帝                          | Liu Zhi 劉志      | 146–168         | 153–154                 |                     |
| Yǒngshòu (永壽)                          | Han Huandi 桓帝                          | Liu Zhi 劉志      | 146–168         | 155–158                 |                     |
| Yánxī (延熹)                             | Han Huandi 桓帝                          | Liu Zhi 劉志      | 146–168         | 158–167                 |                     |
| Yǒngkāng (永康)                          | Han Huandi 桓帝                          | Liu Zhi 劉志      | 146–168         | 167                     |                     |
|                                          | Han Lingdi 靈帝                          | Liu Hong 劉宏     | 168–189         | Jiànníng (建寧)         | 168–172             |
| Xīpíng (熹平)                            | Han Lingdi 靈帝                          | Liu Hong 劉宏     | 168–189         | 172–178                 |                     |
| Guānghé (光和)                           | Han Lingdi 靈帝                          | Liu Hong 劉宏     | 168–189         | 178–184                 |                     |
| Zhōngpíng (中平)                         | Han Lingdi 靈帝                          | Liu Hong 劉宏     | 168–189         | 184–189                 |                     |
|                                          | Shao Di, Hongnong Wang 少帝 lub 弘農王   | Liu Bian 劉辯     | 189             | Guīngxī (光熹)          | 189                 |
| Zhàoníng (昭寧)                          | Shao Di, Hongnong Wang 少帝 lub 弘農王   | Liu Bian 劉辯     | 189             | 189                     |                     |
| Yǒnghàn (永漢)                           | Shao Di, Hongnong Wang 少帝 lub 弘農王   | Liu Bian 劉辯     | 189             | 189                     |                     |
|                                          | Han Xiandi 獻帝                          | Liu Xie 劉協      | 189–220         | Zhōngpíng (中平)        | 189                 |
| Chūpíng (初平)                           | Han Xiandi 獻帝                          | Liu Xie 劉協      | 189–220         | 190–193                 |                     |
| Xīngpíng (興平)                          | Han Xiandi 獻帝                          | Liu Xie 劉協      | 189–220         | 194–195                 |                     |
| Jiàn’ān (建安)                           | Han Xiandi 獻帝                          | Liu Xie 劉協      | 189–220         | 196–220                 |                     |
| Yánkāng (延康)                           | Han Xiandi 獻帝                          | Liu Xie 劉協      | 189–220         | 220                     |                     |

## Epoka Trzech Królestw
| Wizerunek               | Imię pośmiertne             | Imię prywatne  | Okres panowania | Nazwa ery        | Lata    |
| ----------------------- | --------------------------- | -------------- | --------------- | ---------------- | ------- |
| Państwo Wei 220–265     |                             |                |                 |                  |         |
|                         | Wen Di 文帝                 | Cao Pi 曹丕    | 220–226         | Huangchu (黃初)  | 220–226 |
|                         | Mingdi 明帝                 | Cao Rui 曹叡   | 226–239         | Tàihé (太和)     | 227–233 |
| Qīnglóng (青龍)         | Mingdi 明帝                 | Cao Rui 曹叡   | 226–239         | 233–237          |         |
| Jǐngchū (景初)          | Mingdi 明帝                 | Cao Rui 曹叡   | 226–239         | 237–239          |         |
|                         | Qi Wang 齊王                | Cao Fang 曹芳  | 239–254         | Zhengshi (正始)  | 240–249 |
| Jiaping (嘉平)          | Qi Wang 齊王                | Cao Fang 曹芳  | 239–254         | 249–254          |         |
|                         | Gao Gui Xiang Gong 高貴鄉公 | Cao Mao 曹髦   | 254–260         | Zhengyuan (正元) | 254–256 |
| Ganlu (甘露)            | Gao Gui Xiang Gong 高貴鄉公 | Cao Mao 曹髦   | 254–260         | 256–260          |         |
|                         | Yuandi 元帝                 | Cao Huan 曹奐  | 260–265         | Jingyuan (景元)  | 260–264 |
| Xianxi (咸熙)           | Yuandi 元帝                 | Cao Huan 曹奐  | 260–265         | 264–265          |         |
| Państwo Shu Han 221–263 |                             |                |                 |                  |         |
|                         | Zhao Liedi 昭烈帝           | Liu Bei 劉備   | 221–223         | Zhāngwǔ (章武)   | 221–223 |
|                         | Hou Zhu 後主                | Liu Shan 劉禪  | 223–263         | Jianxing (建興)  | 223–237 |
| Yanxi (延熙)            | Hou Zhu 後主                | Liu Shan 劉禪  | 223–263         | 238–257          |         |
| Jingyao (景耀)          | Hou Zhu 後主                | Liu Shan 劉禪  | 223–263         | 258–263          |         |
| Yanxing (炎興)          | Hou Zhu 後主                | Liu Shan 劉禪  | 223–263         | 263              |         |
| Państwo Wu 222–280      |                             |                |                 |                  |         |
|                         | Da Di 大帝                  | Sun Quan 孫權  | 222–252         | Huangwu (黃武)   | 222–229 |
| Huanglong (黃龍)        | Da Di 大帝                  | Sun Quan 孫權  | 222–252         | 229–231          |         |
| Jiahe (嘉禾)            | Da Di 大帝                  | Sun Quan 孫權  | 222–252         | 232–238          |         |
| Chiwu (赤烏)            | Da Di 大帝                  | Sun Quan 孫權  | 222–252         | 238–251          |         |
| Taiyuan (太元)          | Da Di 大帝                  | Sun Quan 孫權  | 222–252         | 251–252          |         |
| Shenfeng (神鳳)         | Da Di 大帝                  | Sun Quan 孫權  | 222–252         | 252              |         |
|                         | Kuai ji wang 會稽王         | Sun Liang 孫亮 | 252–258         | Jianxing (建興)  | 252–253 |
| Wufeng (五鳳)           | Kuai ji wang 會稽王         | Sun Liang 孫亮 | 252–258         | 254–256          |         |
| Taiping (太平)          | Kuai ji wang 會稽王         | Sun Liang 孫亮 | 252–258         | 256–258          |         |
|                         | Jing Di 景帝                | Sun Xiu 孫休   | 258–264         | Yong’an (永安)   | 258–264 |
|                         | Wu Cheng Hou 烏程侯         | Sun Hao 孫皓   | 264–280         | Yuanxing (元興)  | 264–265 |
| Ganlu (甘露)            | Wu Cheng Hou 烏程侯         | Sun Hao 孫皓   | 264–280         | 265–266          |         |
| Baoding (寶鼎)          | Wu Cheng Hou 烏程侯         | Sun Hao 孫皓   | 264–280         | 266–269          |         |
| Jianheng (建衡)         | Wu Cheng Hou 烏程侯         | Sun Hao 孫皓   | 264–280         | 269–271          |         |
| Fenghuang (鳳凰)        | Wu Cheng Hou 烏程侯         | Sun Hao 孫皓   | 264–280         | 272–274          |         |
| Tiance (天冊)           | Wu Cheng Hou 烏程侯         | Sun Hao 孫皓   | 264–280         | 275–276          |         |
| Tianxi (天璽)           | Wu Cheng Hou 烏程侯         | Sun Hao 孫皓   | 264–280         | 276              |         |
| Tianji (天紀)           | Wu Cheng Hou 烏程侯         | Sun Hao 孫皓   | 264–280         | 277–280          |         |

## Dynastia Jin
| Imię pośmiertne                | Imię prywatne         | Okres panowania | Nazwa ery | Lata                                    |
| ------------------------------ | --------------------- | --------------- | --- | --------------------------------------- |
| Zachodnia dynastia Jin 265–317 |                       |                 | |                                         |
| Wudi 武帝                      | Sima Yan 司馬炎       | 265–290         | Taishi (泰始) Xianning (咸寧) Taikang (太康) Taixi (太熙) | 265–274 275–280 –289 290                |
| Jin Huidi 惠帝                 | Sima Zhong 司馬衷     | 290–306         | Yongxi (永熙) Yongping (永平) Yuankang (元康) Yongkang (永康) Yongning (永寧) Tai’an (太安) Yong’an (永安) Jianwu (建武) Yong’an (永安) Yongxing (永興) Guangxi (光熙) | 290 291 –299 300–301 –302 –303 304 –306 |
| Jin Huaidi 懷帝                | Sima Chi 司馬熾       | 307–311         | Yǒngjiā (永嘉) | 307–313                                 |
| Min Di 愍帝                    | Sima Ye 司馬鄴        | 313–317         | Jianxing (建興) | 313–317                                 |
| Wschodnia dynastia Jin 317–420 |                       |                 | |                                         |
| Yuandi 元帝                    | Sima Rui 司馬睿       | 317–322         | Jianwu (建武) Daxing (大興) Yongchang (永昌) | 317–318 –321 –322                       |
| Mingdi 明帝                    | Sima Shao 司馬紹      | 322–325         | Yongchang (永昌) Taining (太寧) | 322–323 –325                            |
| Chengdi 成帝                   | Sima Yan 司馬衍       | 325–342         | Taining (太寧) Xianhe (咸和) Xiankang (咸康) | 325 326–334 335–342                     |
| Kang Di 康帝                   | Sima Yue 司馬岳       | 342–344         | Jianyuan (建元) | 343–344                                 |
| Mu Di 穆帝                     | Sima Dan 司馬聃       | 345–361         | Yonghe (永和) Shengping (升平) | 345–356 357–361                         |
| Ai Di 哀帝                     | Sima Pi 司馬丕        | 361–365         | Longhe (隆和) Xingning (興寧) | 362–363 –365                            |
| Fei Di 海西公                  | Sima Yi 司馬奕        | 365–371         | Taihe (太和) | 365–371                                 |
| Jian Wen Di 簡文帝             | Sima Yu 司馬昱        | 371–372         | Xian’an (咸安) | 371–372                                 |
| Xiao Wu Di 孝武帝              | Sima Yao 司馬曜       | 372–396         | Ningkang (寧康) Taiyuan (太元) | 373–375 376–396                         |
| An Di 安帝                     | Sima De Zong 司馬德宗 | 396–418         | Long’an (隆安) Yuanxing (元興) Yixi (義熙) | 397–401 402–404 405–418                 |
| Gong Di 恭帝                   | Sima De Wen 司馬德文  | 419–420         | Yuanxi (元熙) | 419–420                                 |

## Szesnaście Królestw
| Wizerunek                                                      | Imię świątynne  | Imię pośmiertne                                | Imię prywatne            | Lata panowania               | Nazwa ery                         | Lata                         |
| -------------------------------------------------------------- | --------------- | ---------------------------------------------- | ------------------------ | ---------------------------- | --------------------------------- | ---------------------------- |
| Cesarstwo Han 304–318                                          |                 |                                                |                          |                              |                                   |                              |
|                                                                | Gao Zu 高祖     | Guang Wen Di 光文帝                            | Liu Yuan 劉淵            | 304–310                      | Jianxing (建興)                   | 304–308                      |
| Yongfeng (永鳳)                                                | Gao Zu 高祖     | Guang Wen Di 光文帝                            | Liu Yuan 劉淵            | 304–310                      | 308–309                           |                              |
| Herui (河瑞)                                                   | Gao Zu 高祖     | Guang Wen Di 光文帝                            | Liu Yuan 劉淵            | 304–310                      | 309–310                           |                              |
|                                                                | Nie istnieje    | Liang Wang 梁王                                | Liu He 劉和              | 7 dni w 310                  | Nie istnieje                      |                              |
|                                                                | Lie Zong 烈宗   | Zhao Wu Di 昭武帝                              | Liu Cong 劉聰            | 310–318                      | Guangxing (光興)                  | 310–311                      |
| Jiaping (嘉平)                                                 | Lie Zong 烈宗   | Zhao Wu Di 昭武帝                              | Liu Cong 劉聰            | 310–318                      | 311–315                           |                              |
| Jianyuan (建元)                                                | Lie Zong 烈宗   | Zhao Wu Di 昭武帝                              | Liu Cong 劉聰            | 310–318                      | 315–316                           |                              |
| Linjia (麟嘉)                                                  | Lie Zong 烈宗   | Zhao Wu Di 昭武帝                              | Liu Cong 劉聰            | 310–318                      | 316–318                           |                              |
|                                                                | Nie istnieje    | Yin Di 隱帝                                    | Liu Can 劉粲             | miesiąc w 318                | Hanchang (漢昌)                   | 318                          |
| Wcześniejsze Cesarstwo Zhao 318–329                            |                 |                                                |                          |                              |                                   |                              |
|                                                                | Nie istnieje    | Hou Zhu 後主                                   | Liu Yao 劉曜             | 318–329                      | Guangchu (光初)                   | 318–329                      |
| Późniejsze Cesarstwo Zhao 319–351                              |                 |                                                |                          |                              |                                   |                              |
|                                                                | Gao Zu 高祖     | Ming Di 明帝                                   | Shi Le 石勒              | 319–333                      | Zhaowang (趙王)                   | 319–328                      |
| Taihe (太和)                                                   | Gao Zu 高祖     | Ming Di 明帝                                   | Shi Le 石勒              | 319–333                      | 328–330                           |                              |
| Jianping (建平)                                                | Gao Zu 高祖     | Ming Di 明帝                                   | Shi Le 石勒              | 319–333                      | 330–333                           |                              |
|                                                                | Nie istnieje    | Hai Yang Wang 海陽王                           | Shi Hong 石弘            | 333–334                      | Jianping (建平)                   | 333                          |
| Yanxi (延熙)                                                   | Nie istnieje    | Hai Yang Wang 海陽王                           | Shi Hong 石弘            | 333–334                      | 334                               |                              |
|                                                                | Tai Zu 太祖     | Wu Di 武帝                                     | Shi Hu 石虎              | 334–349                      | Jianwu (建武)                     | 334–349                      |
| Taining (太寧)                                                 | Tai Zu 太祖     | Wu Di 武帝                                     | Shi Hu 石虎              | 334–349                      | 349                               |                              |
|                                                                | Nie istnieje    | Qiao Wang 譙王                                 | Shi Shi 石世             | 73 dni w 349                 | Taining (太寧)                    | 73 dni w 349                 |
|                                                                | Nie istnieje    | Pang Cheng Wang 彭城王                         | Shi Zun 石遵             | 183 dni w 349                | Taining (太寧)                    | 183 dni w 349                |
|                                                                | Nie istnieje    | Yi Yang Wang 義陽王                            | Shi Jian 石鑒            | 103 dni na przełomie 349–350 | Qinglong (青龍)                   | 103 dni na przełomie 349–350 |
|                                                                | Nie istnieje    | Xin Xing Wang 新興王                           | Shi Zhi 石祗             | 350–351                      | Yongning (永寧)                   | 349–350                      |
| Cesarstwo Cheng 303–338                                        |                 |                                                |                          |                              |                                   |                              |
|                                                                | Shi Zu 始祖     | Jing Di 景帝                                   | Li Te 李特               | 303                          | Jianchu (建初) lub Jingchu (景初) | 303                          |
|                                                                | Nie istnieje    | Qin Wen Wang 秦文王                            | Li Liu 李流              | Kilka miesięcy w 303         | Nie istnieje                      |                              |
|                                                                | Tai Zong 太宗   | Wu Di 武帝                                     | Li Xiong 李雄            | 303–334                      | Jianxing (建興)                   | 303–305                      |
| Yanping (晏平)                                                 | Tai Zong 太宗   | Wu Di 武帝                                     | Li Xiong 李雄            | 303–334                      | 305–311                           |                              |
| Yuheng (玉衡)                                                  | Tai Zong 太宗   | Wu Di 武帝                                     | Li Xiong 李雄            | 303–334                      | 311–334                           |                              |
|                                                                | Nie istnieje    | Ai Di 哀帝                                     | Li Ban 李班              | 7 miesięcy w 334             | Yuheng (玉衡)                     | 7 miesięcy w 334             |
|                                                                | Nie istnieje    | You Gong 幽公                                  | Li Qi 李期               | 334–338                      | Yuheng (玉恆)                     | 334–338                      |
| Cesarstwo Han 338–347                                          |                 |                                                |                          |                              |                                   |                              |
|                                                                | Zhong Zong 中宗 | Zhao Wen Di 昭文帝                             | Li Shou 李壽             | 338–343                      | Hanxing (漢興)                    | 338–343                      |
|                                                                | Nie istnieje    | Gui Yi Hou 歸義侯                              | Li Shi 李勢              | 343–347                      | Taihe (太和)                      | 343–346                      |
| Jianing (嘉寧)                                                 | Nie istnieje    | Gui Yi Hou 歸義侯                              | Li Shi 李勢              | 343–347                      | 346–347                           |                              |
| Wcześniejsze Cesarstwo Yan 337–370                             |                 |                                                |                          |                              |                                   |                              |
|                                                                | Tai Zu 太祖     | Wen Ming Di 文明帝                             | Murong Huang 慕容皝      | 337–348                      | Yanwang (燕王)                    | 337–348                      |
|                                                                | Lie Zong 烈宗   | Jing Zhao Di 景昭帝                            | Murong Jun 慕容俊        | 348–360                      | Yanwang (燕王)                    | 348–353                      |
| Yuanxi (元璽)                                                  | Lie Zong 烈宗   | Jing Zhao Di 景昭帝                            | Murong Jun 慕容俊        | 348–360                      | 353–357                           |                              |
| Shengping (升平)                                               | Lie Zong 烈宗   | Jing Zhao Di 景昭帝                            | Murong Jun 慕容俊        | 348–360                      | 357                               |                              |
| Guangshou (光壽)                                               | Lie Zong 烈宗   | Jing Zhao Di 景昭帝                            | Murong Jun 慕容俊        | 348–360                      | 357–360                           |                              |
|                                                                | Nie istnieje    | You Di 幽帝                                    | Murong Wei 慕容暐        | 360–370                      | Jianxi (建熙)                     | 360–365                      |
| Jianyuan (建元)                                                | Nie istnieje    | You Di 幽帝                                    | Murong Wei 慕容暐        | 360–370                      | 365–370                           |                              |
| Późniejsze Cesarstwo Yan 384–407                               |                 |                                                |                          |                              |                                   |                              |
|                                                                | Shi Zu 世祖     | Wu Cheng Di 武成帝                             | Murong Chui 慕容垂       | 384–396                      | Yanyuan (燕王)                    | 384–385                      |
| Jianxing (建興)                                                | Shi Zu 世祖     | Wu Cheng Di 武成帝                             | Murong Chui 慕容垂       | 384–396                      | 386–396                           |                              |
|                                                                | Lie Zong 烈宗   | Hui Min Di 惠愍帝                              | Murong Bao 慕容寶        | 396–398                      | Yongkang (永康)                   | 396–398                      |
|                                                                | Zhong Zong 中宗 | Zhao Wu Di 昭武帝                              | Murong Sheng 慕容盛      | 398–401                      | Jianping (建平)                   | 398                          |
| Changluo (長樂)                                                | Zhong Zong 中宗 | Zhao Wu Di 昭武帝                              | Murong Sheng 慕容盛      | 398–401                      | 399–401                           |                              |
|                                                                | Nie istnieje    | Zhao Wen Di 昭文帝                             | Murong Xi 慕容熙         | 401–407                      | Guangshi (光始)                   | 401–406                      |
| Jianshi (建始)                                                 | Nie istnieje    | Zhao Wen Di 昭文帝                             | Murong Xi 慕容熙         | 401–407                      | 407                               |                              |
| Południowe Cesarstwo Yan 398–410                               |                 |                                                |                          |                              |                                   |                              |
|                                                                | Shi Zong 世宗   | Xian Wu Di 獻武帝                              | Murong De 慕容德         | 398–405                      | Yanwang (燕王)                    | 398–400                      |
| Jianping (建平)                                                | Shi Zong 世宗   | Xian Wu Di 獻武帝                              | Murong De 慕容德         | 398–405                      | 400–405                           |                              |
|                                                                | Nie istnieje    | Hou Zhu 後主                                   | Murong Chao 慕容超       | 405–410                      | Taishang (太上)                   | 405–410                      |
| Północne Cesarstwo Yan 407–436                                 |                 |                                                |                          |                              |                                   |                              |
|                                                                | Nie istnieje    | Hui Yi Di 惠懿帝                               | Gao Yun 高雲             | 407–409                      | Zhengshi (正始)                   | 407–409                      |
|                                                                | Tai Zu 太祖     | Wen Cheng Di 文成帝                            | Feng Ba 馮跋             | 409–430                      | Taiping (太平)                    | 409–430                      |
|                                                                | Nie istnieje    | Zhao Cheng Di 昭成帝                           | Feng Hong 馮弘           | 430–436                      | Daxing (大興)                     | 430–436                      |
| Wcześniejsze Królestwo Liang 320–376                           |                 |                                                |                          |                              |                                   |                              |
|                                                                | Nie istnieje    | Cheng Gong 成公                                | Zhang Mao 張茂           | 320–324                      | Jianxing (建興)                   | 320–324                      |
|                                                                | Nie istnieje    | Zhong Cheng Gong 忠成公                        | Zhang Jun 張駿           | 324–346                      | Jianxing (建興)                   | 324–346                      |
|                                                                | Nie istnieje    | Huan Gong 桓公                                 | Zhang Chong Hua 張重華   | 346–353                      | Jianxing (建興)                   | 346–353                      |
|                                                                | Nie istnieje    | Ai Gong 哀公                                   | Zhang Yao Ling 張曜靈    | 3 miesiące w 353             | Jianxing (建興)                   | 353                          |
|                                                                | Nie istnieje    | Wei Wang 威王                                  | Zhang Zuo 張祚           | 353–355                      | Jianxing (建興)                   | 353–354                      |
| Heping (和平)                                                  | Nie istnieje    | Wei Wang 威王                                  | Zhang Zuo 張祚           | 353–355                      | 354–355                           |                              |
|                                                                | Nie istnieje    | Jing Dao Gong 敬悼公 lub Chong Gong 沖公       | Zhang Xuan Jing 張玄靖   | 355–363                      | Jianxing (建興)                   | 355–361                      |
| Shengping (升平)                                               | Nie istnieje    | Jing Dao Gong 敬悼公 lub Chong Gong 沖公       | Zhang Xuan Jing 張玄靖   | 355–363                      | 361–363                           |                              |
|                                                                | Nie istnieje    | Dao Gong 悼公                                  | Zhang Tian Xi 張天錫     | 364–376                      | Shengping (升平)                  | 364–376                      |
| Późniejsze Królestwo Liang 386–403                             |                 |                                                |                          |                              |                                   |                              |
|                                                                | Tai Zu 太祖     | Yi Wu Wang 懿武王                              | Luu Guang 呂光           | 386–399                      | Tai’an (太安)                     | 386–389                      |
| Lunjia (麟嘉)                                                  | Tai Zu 太祖     | Yi Wu Wang 懿武王                              | Luu Guang 呂光           | 386–399                      | 389–396                           |                              |
| Longfei (龍飛)                                                 | Tai Zu 太祖     | Yi Wu Wang 懿武王                              | Luu Guang 呂光           | 386–399                      | 396–399                           |                              |
|                                                                | Nie istnieje    | Yin Wang 隱王                                  | Luu Shao 呂紹            | 399                          | Longfei (龍飛)                    | 399                          |
|                                                                | Nie istnieje    | Ling Wang 靈王                                 | Luu Zuan 呂纂            | 399–401                      | Xianning (咸寧)                   | 399–401                      |
|                                                                | Nie istnieje    | Shang Shu Gong 尚書公 lub Jiankang Gong 建康公 | 呂隆 luu3 long2          | 401–403                      | Shending (神鼎)                   | 401–403                      |
| Południowe Królestwo Liang 397–414                             |                 |                                                |                          |                              |                                   |                              |
|                                                                | Lie Zu 烈祖     | Wu Wang 武王                                   | Tufa Wu Gu 禿髮烏孤      | 397–399                      | Taichu (太初)                     | 397–399                      |
|                                                                | Nie istnieje    | Kang Wang 康王                                 | Tufa Li Lu Gu 禿髮利鹿孤 | 399–402                      | Jianhe (建和)                     | 399–402                      |
|                                                                | Nie istnieje    | Jing Wang 景王 lub 敬王                        | Tufa Ru Tan 禿髮傉檀     | 402–414                      | Hongchang (弘昌)                  | 402–404                      |
| Jiaping (嘉平)                                                 | Nie istnieje    | Jing Wang 景王 lub 敬王                        | Tufa Ru Tan 禿髮傉檀     | 402–414                      | 409–414                           |                              |
| Północne Królestwo Liang 397–439 (Królestwo Gao Chang 442–460) |                 |                                                |                          |                              |                                   |                              |
|                                                                | Nie istnieje    | Nie istnieje                                   | Duan Ye 段業             | 397–401                      | Shen Xi (神璽)                    | 397–399                      |
| Tian Xi (天璽)                                                 | Nie istnieje    | Nie istnieje                                   | Duan Ye 段業             | 397–401                      | 399–401                           |                              |
|                                                                | Tai Zu 太祖     | Wu Xuan Wang 武宣王                            | Ju Qu Meng Xun 沮渠蒙遜  | 401–433                      | Yong’an (永安)                    | 401–412                      |
| Xuanshi (玄始)                                                 | Tai Zu 太祖     | Wu Xuan Wang 武宣王                            | Ju Qu Meng Xun 沮渠蒙遜  | 401–433                      | 412–428                           |                              |
| Chengxuan (承玄)                                               | Tai Zu 太祖     | Wu Xuan Wang 武宣王                            | Ju Qu Meng Xun 沮渠蒙遜  | 401–433                      | 428–430                           |                              |
| Yihe (義和)                                                    | Tai Zu 太祖     | Wu Xuan Wang 武宣王                            | Ju Qu Meng Xun 沮渠蒙遜  | 401–433                      | 430–433                           |                              |
|                                                                | Nie istnieje    | Ai Wang 哀王                                   | Ju Qu Mu Jian 沮渠牧犍   | 433–439                      | Yonghe (永和)                     | 433–439                      |
|                                                                | Nie istnieje    | Nie istnieje                                   | Ju Qu Wu Hui 沮渠無諱    | 442–444                      | Chengping (承平)                  | 442–443                      |
| Qianshou (乾壽)                                                | Nie istnieje    | Nie istnieje                                   | Ju Qu Wu Hui 沮渠無諱    | 442–444                      | 443–444                           |                              |
|                                                                | Nie istnieje    | Nie istnieje                                   | Ju Qu An Zhou 沮渠安周   | 444–460                      | Chengping (承平)                  | 444–460                      |
| Zachodnie Królestwo Liang 400–421                              |                 |                                                |                          |                              |                                   |                              |
|                                                                | Tai Zu 太祖     | Wu Zhao Wang 武昭王                            | Li Gao 李暠              | 400–417                      | Gengzi (庚子)                     | 400–405                      |
| Jianchu (建初)                                                 | Tai Zu 太祖     | Wu Zhao Wang 武昭王                            | Li Gao 李暠              | 400–417                      | 406–416                           |                              |
|                                                                | Nie istnieje    | Hou Zhu 後主                                   | Li Xin 李歆              | 417–420                      | Jiaxing (嘉興)                    | 417–420                      |
|                                                                | Nie istnieje    | Hou Zhu 後主                                   | Li Xun 李恂              | 420–421                      | Yongjian (永建)                   | 420–421                      |
| Wcześniejsze Cesarstwo Qin 351–394                             |                 |                                                |                          |                              |                                   |                              |
|                                                                | Gao Zu 高祖     | Jing Ming Di 景明帝                            | Fu Jian 苻健             | 351–355                      | Huangshi (皇始)                   | 351–355                      |
|                                                                | Nie istnieje    | Li Wang 厲王                                   | Fu Sheng 苻生            | 355–357                      | Shouguang (壽光)                  | 355–357                      |
|                                                                | Shi Zu 世祖     | Xuan Zhao Di 宣昭帝                            | Fu Jian 苻堅             | 357–385                      | Yongxing (永興)                   | 357–359                      |
| Ganlu (甘露)                                                   | Shi Zu 世祖     | Xuan Zhao Di 宣昭帝                            | Fu Jian 苻堅             | 357–385                      | 359–364                           |                              |
| Jianyuan (建元)                                                | Shi Zu 世祖     | Xuan Zhao Di 宣昭帝                            | Fu Jian 苻堅             | 357–385                      | 365–385                           |                              |
|                                                                | Nie istnieje    | Ai Ping Di 哀平帝                              | Fu Pi 苻丕               | 385–386                      | Tai’an (太安)                     | 385–386                      |
|                                                                | Tai Zong 太宗   | Gao Di 高帝                                    | Fu Deng 苻登             | 386–394                      | Taichu (太初)                     | 385–394                      |
|                                                                | Nie istnieje    | Hou Zhu 後主                                   | Fu Chong 苻崇            | Kilka miesięcy w 394         | Yanchu (延初)                     | 394                          |
| Późniejsze Cesarstwo Qin 384–417                               |                 |                                                |                          |                              |                                   |                              |
|                                                                | Tai Zu 太祖     | Wu Zhao Di 武昭帝                              | Yao Chang 姚萇           | 384–393                      | Bai Que (白雀)                    | 384–386                      |
| Jianchu (建初)                                                 | Tai Zu 太祖     | Wu Zhao Di 武昭帝                              | Yao Chang 姚萇           | 384–393                      | 386–393                           |                              |
|                                                                | Gao Zu 高祖     | Wen Huan Di 文桓帝                             | Yao Xing 姚興            | 394–416                      | Huangchu (皇初)                   | 394–399                      |
| Hongshi (弘始)                                                 | Gao Zu 高祖     | Wen Huan Di 文桓帝                             | Yao Xing 姚興            | 394–416                      | 399–416                           |                              |
|                                                                | Nie istnieje    | Hou Zhu 後主                                   | Yao Hong 姚泓            | 416–417                      | Yonghe (永和)                     | 416–417                      |
| Zachodnie Królestwo Qin 385–400, 409–431                       |                 |                                                |                          |                              |                                   |                              |
|                                                                | Lie Zu 烈祖     | Xuan Lie Wang 宣烈王                           | Qifu Guo Ren 乞伏國仁    | 385–388                      | Jianyi (建義)                     | 385–388                      |
|                                                                | Gao Zu 高祖     | Wu Yuan Wang 武元王                            | Qifu Gan Gui 乞伏乾歸    | 388–400, 409–412             | Taichu (太初)                     | 388–400                      |
| Gengshi (更始)                                                 | Gao Zu 高祖     | Wu Yuan Wang 武元王                            | Qifu Gan Gui 乞伏乾歸    | 388–400, 409–412             | 409–412                           |                              |
|                                                                | Tai Zu 太祖     | Wen Zhao Wang 文昭王                           | Qifu Chi Pan 乞伏熾磐    | 412–428                      | Yongkang (永康)                   | 412–419                      |
| Jianhong (建弘)                                                | Tai Zu 太祖     | Wen Zhao Wang 文昭王                           | Qifu Chi Pan 乞伏熾磐    | 412–428                      | 420–428                           |                              |
|                                                                | Nie istnieje    | Hou Zhu 後主                                   | Qifu Mu Mo 乞伏暮末      | 428–431                      | Yonghong (永弘)                   | 428–431                      |
| Cesarstwo Xia 407–431                                          |                 |                                                |                          |                              |                                   |                              |
|                                                                | Shi Zu 世祖     | Wu Lie Di 武烈帝                               | Helian Bo Bo 赫連勃勃    | 407–425                      | Longsheng (龍升)                  | 407–413                      |
| Fengxiang (鳳翔)                                               | Shi Zu 世祖     | Wu Lie Di 武烈帝                               | Helian Bo Bo 赫連勃勃    | 407–425                      | 413–418                           |                              |
| Changwu (昌武)                                                 | Shi Zu 世祖     | Wu Lie Di 武烈帝                               | Helian Bo Bo 赫連勃勃    | 407–425                      | 418–419                           |                              |
| Zhenxing (真興)                                                | Shi Zu 世祖     | Wu Lie Di 武烈帝                               | Helian Bo Bo 赫連勃勃    | 407–425                      | 419–425                           |                              |
|                                                                | Nie istnieje    | Qin Wang 秦王                                  | Helian Chang 赫連昌      | 425–428                      | Chengguang (承光)                 | 425–428                      |
|                                                                | Nie istnieje    | Ping Yuan Wang 平原王                          | Helian Ding 赫連定       | 428–431                      | Shengguang (勝光)                 | 425–428                      |

### Królestwa plemion Wu Hu
Królestwa założone przez plemiona Wu Hu, nie zaliczane do Szesnastu Królestw
| Wizerunek                                                                                         | Imię pośmiertne                                 | Imię prywatne                                  | Lata panowania                      | Nazwa ery        | Lata    |
| ------------------------------------------------------------------------------------------------- | ----------------------------------------------- | ---------------------------------------------- | ----------------------------------- | ---------------- | ------- |
| Królestwo Ran Wei 350–352                                                                         |                                                 |                                                |                                     |                  |         |
|                                                                                                   | Wu Dao Tian Wang 武道天王                       | Ran Min 冉閔                                   | 350–352                             | Yongxing (永興)  | 350–352 |
| Zachodnie Cesarstwo Yan 384–394                                                                   |                                                 |                                                |                                     |                  |         |
|                                                                                                   | Wei Di 威帝                                     | Mu Rong Hong 慕容泓                            | 384                                 | Yanxing (燕興)   | 384     |
|                                                                                                   | Nie istnieje                                    | Mu Rong Chong 慕容沖                           | 384–386                             | Yanxing (燕興)   | 384–385 |
| Gengshi (更始)                                                                                    | Nie istnieje                                    | Mu Rong Chong 慕容沖                           | 384–386                             | 385–386          |         |
|                                                                                                   | Nie istnieje                                    | Duan Sui 段隨                                  | 386                                 | Changping (昌平) | 386     |
|                                                                                                   | Nie istnieje                                    | Mu Rong Tao 慕容韜                             | 386                                 | Jianming (建明)  | 386     |
|                                                                                                   | Nie istnieje                                    | Mu Rong Yao 慕容瑤                             | 386                                 | Jianping (建平)  | 386     |
|                                                                                                   | Nie istnieje                                    | Mu Rong Zhong 慕容忠                           | 386                                 | Jianwu (建武)    | 386     |
|                                                                                                   | Nie istnieje                                    | Mu Rong Yong 慕容永                            | 386–394                             | Zhongxing (中興) | 386–394 |
| Królestwo Shu 405–413                                                                             |                                                 |                                                |                                     |                  |         |
|                                                                                                   | Cheng Du Wang 成都王                            | Qiao Zong 譙縱                                 | 405–413                             | Nie istnieje     |         |
| Wodzowie plemienia Tiefu (Połowa III wieku-391)                                                   |                                                 |                                                |                                     |                  |         |
|                                                                                                   | Nie istnieje                                    | Liu Qu Bei 劉去卑                              | Połowa III wieku                    | Nie istnieje     |         |
|                                                                                                   | Nie istnieje                                    | Liu Gao Sheng Yuan 劉誥升爰                    | Połowa-koniec III wieku             | Nie istnieje     |         |
|                                                                                                   | Nie istnieje                                    | Liu Hu 劉虎                                    | 309? – 341                          | Nie istnieje     |         |
|                                                                                                   | Nie istnieje                                    | Liu Wu Heng 劉務恒                             | 341–356                             | Nie istnieje     |         |
|                                                                                                   | Nie istnieje                                    | Liu E Lou Tou 劉閼陋頭                         | 356–358                             | Nie istnieje     |         |
|                                                                                                   | Nie istnieje                                    | Liu Xi Wu Qi 劉悉勿祈                          | 358–359                             | Nie istnieje     |         |
|                                                                                                   | Nie istnieje                                    | Liu Wei Chen 劉衛辰                            | 359–391                             | Nie istnieje     |         |
|                                                                                                   | Wodzowie plemienia Yuwen (Koniec III wieku-345) |                                                |                                     |                  |         |
|                                                                                                   | Nie istnieje                                    | Yuwen Mo Huai 宇文莫槐                         | Koniec III wieku-293                | Nie istnieje     |         |
|                                                                                                   | Nie istnieje                                    | Yuwen Pu Hui 宇文普回 lub Yuwen Pu Bo 宇文普撥 | 293-koniec III wieku                | Nie istnieje     |         |
|                                                                                                   | Nie istnieje                                    | Yuwen Qiu Bu Quan 宇文丘不勤                   | Koniec III wieku                    | Nie istnieje     |         |
|                                                                                                   | Nie istnieje                                    | Yuwen Mo Gui 宇文莫圭                          | 299?-302?                           | Nie istnieje     |         |
|                                                                                                   | Nie istnieje                                    | Yuwen Xi Du Guan 宇文悉獨官                    | Początek IV wieku                   | Nie istnieje     |         |
|                                                                                                   | Nie istnieje                                    | Yuwen Qi De Gui 宇文乞得歸                     | Początek IV wieku – 333             | Nie istnieje     |         |
|                                                                                                   | Nie istnieje                                    | Yuwen Yi Dou Gui 宇文逸豆歸                    | 333–345                             | Nie istnieje     |         |
| Książęta Liaoxi 303–338                                                                           |                                                 |                                                |                                     |                  |         |
|                                                                                                   | Nie istnieje                                    | Duan Wu Wu Chen 段務勿塵                       | 303–310 lub 311                     | Nie istnieje     |         |
|                                                                                                   | Nie istnieje                                    | Duan Ji Lu Quan 段疾陸眷                       | 310 lub 311–318                     | Nie istnieje     |         |
|                                                                                                   | Nie istnieje                                    | Duan She Fu Chen 段涉復辰                      | 318                                 | Nie istnieje     |         |
|                                                                                                   | Nie istnieje                                    | Duan Pi Di 段匹磾                              | 318–321                             | Nie istnieje     |         |
|                                                                                                   | Nie istnieje                                    | Duan Mo Pei 段末柸                             | 318–325                             | Nie istnieje     |         |
|                                                                                                   | Nie istnieje                                    | Duan Ya 段牙                                   | 325                                 | Nie istnieje     |         |
|                                                                                                   | Nie istnieje                                    | Duan Liao 段遼                                 | 326–338                             | Nie istnieje     |         |
| Pierwsze Państwo Chouchi (Koniec II wieku-371)                                                    |                                                 |                                                |                                     |                  |         |
|                                                                                                   | Nie istnieje                                    | Yang Teng 楊騰                                 | Koniec II wieku-początek III wieku  | Nie istnieje     |         |
|                                                                                                   | Nie istnieje                                    | Yang Ju 楊駒                                   | Początek III wieku                  | Nie istnieje     |         |
|                                                                                                   | Nie istnieje                                    | Yang Qian Wan 楊千萬                           | Początek III wieku-połowa III wieku | Nie istnieje     |         |
|                                                                                                   | Nie istnieje                                    | Yang Fei Long 楊飛龍                           | Początek III wieku-koniec III wieku | Nie istnieje     |         |
|                                                                                                   | Nie istnieje                                    | Yang Mao Sou 楊茂搜                            | Koniec III wieku-317                | Nie istnieje     |         |
|                                                                                                   | Nie istnieje                                    | Yang Nan Di 楊難敵                             | 317–334                             | Nie istnieje     |         |
|                                                                                                   | Nie istnieje                                    | Yang Yi 楊毅                                   | 334–337                             | Nie istnieje     |         |
|                                                                                                   | Nie istnieje                                    | Yang Chu 楊初                                  | 337–355                             | Nie istnieje     |         |
|                                                                                                   | Nie istnieje                                    | Yang Guo 楊國                                  | 355–356                             | Nie istnieje     |         |
|                                                                                                   | Nie istnieje                                    | Yang Jun 楊俊                                  | 356–360                             | Nie istnieje     |         |
|                                                                                                   | Nie istnieje                                    | Yang Shi 楊世                                  | 360–370                             | Nie istnieje     |         |
|                                                                                                   | Nie istnieje                                    | Yang Cuan 楊篡                                 | 370–371                             | Nie istnieje     |         |
| Drugie państwo Chouchi 385–473                                                                    |                                                 |                                                |                                     |                  |         |
|                                                                                                   | Wu Wang 武王                                    | Yang Ding 楊定                                 | 385–394                             | Nie istnieje     |         |
|                                                                                                   | Hui Wen Wang 惠文王                             | Yang Sheng 楊盛                                | 394–425                             | Nie istnieje     |         |
|                                                                                                   | Xiao Zhao Wang 孝昭王                           | Yang Xuan 楊玄                                 | 425–429                             | Nie istnieje     |         |
|                                                                                                   | Nie istnieje                                    | Yang Bao Zong 楊保宗                           | 429 i 443                           | Nie istnieje     |         |
|                                                                                                   | Nie istnieje                                    | Yang Nan Dang 楊難當                           | 429–441                             | Jianyi (建義)    | 436–440 |
|                                                                                                   | Nie istnieje                                    | Yang Bao Chi 楊保熾                            | 442–443                             | Nie istnieje     |         |
|                                                                                                   | Nie istnieje                                    | Yang Wen De 楊文德                             | 443–454                             | Nie istnieje     |         |
|                                                                                                   | Nie istnieje                                    | Yang Yuan He 楊元和                            | 455–466                             | Nie istnieje     |         |
|                                                                                                   | Nie istnieje                                    | Yang Seng Si 楊僧嗣                            | 466–473                             | Nie istnieje     |         |
| Królestwo Wuxing 473–506 i 534–555                                                                |                                                 |                                                |                                     |                  |         |
|                                                                                                   | Nie istnieje                                    | Yang Wen Du 楊文度                             | 473–477                             | Nie istnieje     |         |
|                                                                                                   | Nie istnieje                                    | Yang Wen Hong 楊文弘                           | 477–482                             | Nie istnieje     |         |
|                                                                                                   | Nie istnieje                                    | Yang Hou Qi 楊後起                             | 482–486                             | Nie istnieje     |         |
|                                                                                                   | An Wang 安王                                    | Yang Ji Shi 楊集始                             | 482–503                             | Nie istnieje     |         |
|                                                                                                   | Nie istnieje                                    | Yang Shao Xian 楊紹先                          | 503–506, 534–535                    | Nie istnieje     |         |
|                                                                                                   | Nie istnieje                                    | Yang Zhi Hui 楊智慧                            | 535–545                             | Nie istnieje     |         |
|                                                                                                   | Nie istnieje                                    | Yang Bi Xie 楊辟邪                             | 545–553                             | Nie istnieje     |         |
| Królestwo Yinping 477 – początek VI wieku                                                         |                                                 |                                                |                                     |                  |         |
|                                                                                                   | Nie istnieje                                    | Yang Guang Xiang 楊廣香                        | 477–483?                            | Nie istnieje     |         |
|                                                                                                   | Nie istnieje                                    | Yang Jiong 楊炯                                | 483–495                             | Nie istnieje     |         |
|                                                                                                   | Nie istnieje                                    | Yang Chong Zu 楊崇祖                           | 495-przed 502                       | Nie istnieje     |         |
|                                                                                                   | Nie istnieje                                    | Yang Meng Sun 楊孟孫                           | przed 502–511                       | Nie istnieje     |         |
|                                                                                                   | Nie istnieje                                    | Yang Ding 楊定                                 | 511- ?                              | Nie istnieje     |         |
| Wodzowie plemienia Tuoba 219–377 (Królestwo Dai 305?-377)                                         |                                                 |                                                |                                     |                  |         |
|                                                                                                   | Shen Yuan Wang 神元王                           | Tuoba Li Wei 拓拔力微                          | 219–277                             | Nie istnieje     |         |
| Uwaga: Jego świątynne imię brzmiało Shi Zu (始祖). Był jedynym władcą posiadającym imię świątynne |                                                 |                                                |                                     |                  |         |
|                                                                                                   | Zhang Wan 章王                                  | Tuoba Xi Lu 拓拔悉鹿                           | 277–286                             | Nie istnieje     |         |
|                                                                                                   | Ping Wang 平王                                  | Tuoba Chuo 拓拔綽                              | 286–293                             | Nie istnieje     |         |
|                                                                                                   | Si Wang 思王                                    | Tuoba Fu 拓拔弗                                | 293–294                             | Nie istnieje     |         |
|                                                                                                   | Zhao Wang 昭王                                  | Tuoba Lu Guan 拓拔祿官                         | 294–307                             | Nie istnieje     |         |
|                                                                                                   | Mu Wang 穆王                                    | Tuoba Yi Tuo 拓拔猗                            | 295–305                             | Nie istnieje     |         |
|                                                                                                   | Mu Wang 穆王                                    | Tuoba Yi Lu 拓拔猗盧                           | 295–316                             | Nie istnieje     |         |
|                                                                                                   | Nie istnieje                                    | Tuoba Pu Gen 拓拔普根                          | 316                                 | Nie istnieje     |         |
|                                                                                                   | Nie istnieje                                    | Tuoba 拓拔                                     | 316                                 | Nie istnieje     |         |
|                                                                                                   | Ping Wen Wang 平文王                            | Tuoba Yu Luu 拓拔鬱律                          | 316–321                             | Nie istnieje     |         |
|                                                                                                   | Hui Wang 惠王                                   | Tuoba He Ru 拓拔賀傉                           | 321–325                             | Nie istnieje     |         |
|                                                                                                   | Yang Wang 煬王                                  | Tuoba He Na 拓拔紇那                           | 325–329 i 335–337                   | Nie istnieje     |         |
|                                                                                                   | Lie Wang 烈王                                   | Tuoba Yi Huai 拓拔翳槐                         | 329–335 i 337–338                   | Nie istnieje     |         |
|                                                                                                   | Zhao Cheng Wang 昭成王                          | Tuoba Shi Yi Jian 拓拔什翼健                   | 338–377                             | Jianguo (建國)   | 338–377 |

## Dynastie Południowe i Północne

### Dynastie północne
| Wizerunek                      | Imię pośmiertne                          | Imię prywatne         | Rządy    | Nazwa ery                            | Lata ery     |
| ------------------------------ | ---------------------------------------- | --------------------- | -------- | ------------------------------------ | ------------ |
| Północna dynastia Wei 386–535  |                                          |                       |          |                                      |              |
|                                | Dao Wudi 道武帝                          | Tuoba Gui 拓拔珪      | 386–409  | Dengguo (登國)                       | 386–396      |
| Huangshi (皇始)                | Dao Wudi 道武帝                          | Tuoba Gui 拓拔珪      | 386–409  | 396–398                              |              |
| Tianxing (天興)                | Dao Wudi 道武帝                          | Tuoba Gui 拓拔珪      | 386–409  | 398–404                              |              |
| Tianci (天賜)                  | Dao Wudi 道武帝                          | Tuoba Gui 拓拔珪      | 386–409  | 404–409                              |              |
|                                | Ming Yuandi 明元帝                       | Tuoba Si 拓拔嗣       | 409–423  | Yongxing (永興)                      | 409–413      |
| Shenrui (神瑞)                 | Ming Yuandi 明元帝                       | Tuoba Si 拓拔嗣       | 409–423  | 414–416                              |              |
| Taichang (泰常)                | Ming Yuandi 明元帝                       | Tuoba Si 拓拔嗣       | 409–423  | 416–423                              |              |
|                                | Tai Wudi 太武帝                          | Tuoba Tao 拓拔燾      | 424–452  | Shiguang (始光)                      | 424–428      |
| Shenjia (神麚)                 | Tai Wudi 太武帝                          | Tuoba Tao 拓拔燾      | 424–452  | 428–431                              |              |
| Yanhe (延和)                   | Tai Wudi 太武帝                          | Tuoba Tao 拓拔燾      | 424–452  | 432–434                              |              |
| Taiyan (太延)                  | Tai Wudi 太武帝                          | Tuoba Tao 拓拔燾      | 424–452  | 435–440                              |              |
| Taipingzhenjun (太平真君)      | Tai Wudi 太武帝                          | Tuoba Tao 拓拔燾      | 424–452  | 440–451                              |              |
| Zhengping (正平)               | Tai Wudi 太武帝                          | Tuoba Tao 拓拔燾      | 424–452  | 451–452                              |              |
|                                | Nan An Wang 南安王                       | Tuoba Yu 拓拔余       | 452      | Yongping (永平) lub Chengping (承平) | 452          |
|                                | Wen Cheng Di 文成帝                      | Tuoba Jun 拓拔濬      | 452–465  | Xing’an (興安)                       | 452–454      |
| Xingguang (興光)               | Wen Cheng Di 文成帝                      | Tuoba Jun 拓拔濬      | 452–465  | 454–455                              |              |
| Tai’an (太安)                  | Wen Cheng Di 文成帝                      | Tuoba Jun 拓拔濬      | 452–465  | 455–459                              |              |
| Heping (和平)                  | Wen Cheng Di 文成帝                      | Tuoba Jun 拓拔濬      | 452–465  | 460–465                              |              |
|                                | Xian Wen Di 獻文帝                       | Tuoba Hong 拓拔弘     | 466–471  | Tian’an (天安)                       | 466–467      |
| Huangxing (皇興)               | Xian Wen Di 獻文帝                       | Tuoba Hong 拓拔弘     | 466–471  | 467–471                              |              |
|                                | Xiao Wen Di 孝文帝                       | Yuan Hong 元宏        | 471–499  | Yanxing (延興)                       | 471–476      |
| Chengming (承明)               | Xiao Wen Di 孝文帝                       | Yuan Hong 元宏        | 471–499  | 476                                  |              |
| Taihe (太和)                   | Xiao Wen Di 孝文帝                       | Yuan Hong 元宏        | 471–499  | 477–499                              |              |
|                                | Xuan Wu Di 宣武帝                        | Yuan Ke 元恪          | 500–515  | Jingming (景明)                      | 500–503      |
| Zhengshi (正始)                | Xuan Wu Di 宣武帝                        | Yuan Ke 元恪          | 500–515  | 504–508                              |              |
| Yongping (永平)                | Xuan Wu Di 宣武帝                        | Yuan Ke 元恪          | 500–515  | 508–512                              |              |
| Yanchang (延昌)                | Xuan Wu Di 宣武帝                        | Yuan Ke 元恪          | 500–515  | 512–515                              |              |
|                                | Xiao Ming Di 孝明帝                      | Yuan Xu 元詡          | 516–528  | Xiping (熙平)                        | 516–518      |
| Shengui (神龜)                 | Xiao Ming Di 孝明帝                      | Yuan Xu 元詡          | 516–528  | 518–520                              |              |
| Zhengguang (正光)              | Xiao Ming Di 孝明帝                      | Yuan Xu 元詡          | 516–528  | 520–525                              |              |
| Xiaochang (孝昌)               | Xiao Ming Di 孝明帝                      | Yuan Xu 元詡          | 516–528  | 525–527                              |              |
| Wutai (武泰)                   | Xiao Ming Di 孝明帝                      | Yuan Xu 元詡          | 516–528  | 528                                  |              |
|                                | Xiao Zhuang Di 孝莊帝                    | Yuan Zi You 元子攸    | 528–530  | Jianyi (建義)                        | 528          |
| Yong’an (永安)                 | Xiao Zhuang Di 孝莊帝                    | Yuan Zi You 元子攸    | 528–530  | 528–530                              |              |
|                                | Chang Guang Wang 長廣王 lub Jing Di 敬帝 | Yuan Ye 元曄          | 530–531  | Jianming (建明)                      | 530–531      |
|                                | Jue Min Di 節閔帝                        | Yuan Gong 元恭        | 531–532  | Putai (普泰)                         | 531–532      |
|                                | An Ding Wang 安定王 lub Chu Di 出帝      | Yuan Lang 元朗        | 531–532  | Zhongxing (中興)                     | 531–532      |
|                                | Xiao Wu Di 孝武帝                        | Yuan Xiu 元脩         | 532–535  | Taichang (太昌)                      | 532          |
| Yongxing (永興)                | Xiao Wu Di 孝武帝                        | Yuan Xiu 元脩         | 532–535  | 532                                  |              |
| Yongxi (永熙)                  | Xiao Wu Di 孝武帝                        | Yuan Xiu 元脩         | 532–535  | 532–535                              |              |
| Wschodnia dynastia Wei 534–550 |                                          |                       |          |                                      |              |
|                                | Xiao Jing Di 孝靜帝                      | Yuan Shan Jian 元善見 | 534–550  | Tianping (天平)                      | 534–537      |
| Yuanxiang (元象)               | Xiao Jing Di 孝靜帝                      | Yuan Shan Jian 元善見 | 534–550  | 538–539                              |              |
| Xinghe (興和)                  | Xiao Jing Di 孝靜帝                      | Yuan Shan Jian 元善見 | 534–550  | 539–542                              |              |
| Wuding (武定)                  | Xiao Jing Di 孝靜帝                      | Yuan Shan Jian 元善見 | 534–550  | 543–550                              |              |
| Północna dynastia Qi 550–577   |                                          |                       |          |                                      |              |
|                                | Wen Xuan Di 文宣帝                       | Gao Yang 高洋         | 550–559  | Tianbao (天保)                       | 550–559      |
|                                | Fei Di 廢帝                              | Gao Yin 高殷          | 560      | Qianming (乾明)                      | 560          |
|                                | Xiao Zhao Di 孝昭帝                      | Gao Yan 高演          | 560–561  | Huangjian (皇建)                     | 560–561      |
|                                | Wu Cheng Di 武成帝                       | Gao Zhan 高湛         | 561–565  | Taining (太寧)                       | 561–562      |
| Heqing (河清)                  | Wu Cheng Di 武成帝                       | Gao Zhan 高湛         | 561–565  | 562–565                              |              |
|                                | Hou Zhu 後主                             | Gao Wei 高緯          | 565–577  | Tiantong (天統)                      | 565–569      |
| Wuping (武平)                  | Hou Zhu 後主                             | Gao Wei 高緯          | 565–577  | 570–576                              |              |
| Longhua (隆化)                 | Hou Zhu 後主                             | Gao Wei 高緯          | 565–577  | 576                                  |              |
|                                | You Zhu 幼主                             | Gao Heng 高恆         | 577      | Chengguang (承光)                    | 577          |
|                                | Fan Yang Wang 范陽王                     | Gao Shao Yi 高紹義    | 577–579? | Nie istnieje                         | Nie istnieje |
| Zachodnia dynastia Wei 535–556 |                                          |                       |          |                                      |              |
|                                | Wen Di 文帝                              | Yuan Bao Ju 元寶炬    | 535–551  | Datong (大統)                        | 535–551      |
|                                | Fei Di 廢帝                              | Yuan Qin 元欽         | 552–554  | Nie istnieje                         | Nie istnieje |
|                                | Gong Di 恭帝                             | Yuan Kuo 元廓         | 554–556  | Nie istnieje                         | Nie istnieje |
| Północna dynastia Zhou 557–581 |                                          |                       |          |                                      |              |
|                                | Xiao Min Di 孝閔帝                       | Yuwen Jue 宇文覺      | 557      | Nie istnieje                         | Nie istnieje |
|                                | Ming Di 明帝 lub Xiao Ming Di 孝明帝     | Yuwen Yu 宇文毓       | 557–560  | Wucheng (武成)                       | 559–560      |
|                                | Wu Di 武帝                               | Yuwen Yong 宇文邕     | 561–578  | Baoding (保定)                       | 561–565      |
| Tianhe (天和)                  | Wu Di 武帝                               | Yuwen Yong 宇文邕     | 561–578  | 566–572                              |              |
| Jiande (建德)                  | Wu Di 武帝                               | Yuwen Yong 宇文邕     | 561–578  | 572–578                              |              |
| Xuanzheng (宣政)               | Wu Di 武帝                               | Yuwen Yong 宇文邕     | 561–578  | 578                                  |              |
|                                | Xuan Di 宣帝                             | Yuwen Yun 宇文贇      | 579      | Dacheng (大成)                       | 579          |
|                                | Jing Di 靜帝                             | Yuwen Chan 宇文闡     | 579–581  | Daxiang (大象)                       | 579–581      |
| Dading (大定)                  | Jing Di 靜帝                             | Yuwen Chan 宇文闡     | 579–581  | 581                                  |              |

### Dynastie południowe
| Imię pośmiertne                           | Imię prywatne         | Lata    | Nazwa ery |
| ----------------------------------------- | --------------------- | ------- | --- |
| Dynastia Song (420–479)                   |                       |         | |
| Wudi 武帝                                 | Liu Yu 劉裕           | 420–422 | Yongchu (永初) 420–422 |
| Shaodi 少帝                               | Liu Yi Fu 劉義符      | 423–424 | Jingping (景平) 423–424 |
| Wen Di 文帝                               | Liu Yi Long 劉義隆    | 424–453 | Yuanjia (元嘉) 424–453 |
| Xiao Wu Di 孝武帝                         | Liu Jun 劉駿          | 454–464 | Xiaojian (元嘉) 454–456 Daming (大明) 457–464 |
| Qian Fei Di 前廢帝                        | Liu Zi Ye 劉子業      | 465     | Yongguang (永光) 465 Jinghe (景和) 465 |
| Song Ming Di 明帝                         | Liu Yu 劉彧           | 465–472 | Taishi (泰始) 465–471 Taiyu (泰豫) 472 |
| Hou Fei Di 後廢帝 lub Cang Wu Wang 蒼梧王 | Liu Yu 劉昱           | 473–477 | Yuanhui (元徽) 473–477 |
| Shun Di 順帝                              | Liu Zhun 劉準         | 477–479 | Shengming (昇明) 477–479 |
| Dynastia Qi 479–502                       |                       |         | |
| Gao Di 高帝                               | Xiao Dao Cheng 蕭道成 | 479–482 | Jianyuan (建元) 479–482 |
| Wu Di 武帝                                | Xiao Ze 蕭賾          | 483–493 | Yongming (永明) 483–493 |
| Yu Lin Wang 鬱林王                        | Xiao Zhao Ye 蕭昭業   | 494     | Longchang (隆昌) 494 |
| Hai Ling Wang 海陵王                      | Xiao Zhao Wen 蕭昭文  | 494     | Yanxing (延興) 494 |
| Ming Di 明帝                              | Xiao Luan 蕭鸞        | 494–498 | Jianwu (建武) 494–498 Yongtai (永泰) 498 |
| Dong Hun Hou 東昏侯                       | Xiao Bao Juan 蕭寶卷  | 499–501 | Yongyuan (永元) 499–501 |
| He Di 和帝                                | Xiao Bao Rong 蕭寶融  | 501–502 | Zhongxing (中興) 501–502 |
| Dynastia Liang (502–557)                  |                       |         | |
| Wu Di 武帝                                | Xiao Yan 蕭衍         | 502–549 | Tianjian (天監) 502–519 Putong (普通) 520–527 Datong (大通) 527–529 Zhongdatong (中大通) 529–534 Datong (大同) 535–546 Zhongdatong (中大同) 546–547 Taiqing (太清) 547–549 |
| Jian Wen Di 簡文帝                        | Xiao Gang 蕭綱        | 549–551 | Dabao (大寶) 550–551 |
| Yu Zhang Wang 豫章王                      | Xiao Dong 蕭棟        | 551–552 | Tianzheng (天正) 551–552 |
| Yuandi 元帝                               | Xiao Yi 蕭繹          | 552–555 | Chengsheng (承聖) 552–555 |
| Zhen Yang Hou 貞陽侯                      | Xiao Yuan Ming 蕭淵明 | 555     | Tiancheng (天成) 555 |
| Jing Di 敬帝                              | Xiao Fang Zhi 蕭方智  | 555–557 | Shaotai (紹泰) 555–556 Taiping (太平) 556–557 |
| Dynastia Chen 557–589                     |                       |         | |
| Wu Di 武帝                                | Chen Ba Xian 陳霸先   | 557–559 | Yongding (永定) 557–559 |
| Wen Di 文帝                               | Chen Qian 陳蒨        | 560–566 | Tianjia (天嘉) 560–566 Tiankang (天康) 566 |
| Fei Di 廢帝                               | Chen Bo Zong 陳伯宗   | 567–568 | Guangda (光大) 567–568 |
| Xuan Di 宣帝                              | Chen Xu 陳頊          | 569–582 | Taijian (太建) 569–582 |
| Hou Zhu 後主                              | Chen Shu Bao 陳叔寶   | 583–589 | Zhide (至德) 583–586 Zhenming (禎明) 587–589 |

| Imię świątynne  | Imię pośmiertne                      | Imię prywatne  | Lata    | Nazwa ery               |
| --------------- | ------------------------------------ | -------------- | ------- | ----------------------- |
| Zhong Zong 中宗 | Xuan Di 宣帝                         | Xiao Cha 蕭察  | 555–562 | Dading (大定) 555–562   |
| Shi Zong 世4宗  | Xiao Ming Di 孝明帝                  | Xiao Kui 蕭巋  | 562–585 | Tianbao (天保) 562–585  |
| Nie istnieje    | Xiao Jing Di 孝靜帝 lub Ju Gong 莒公 | Xiao Cong 蕭琮 | 585–587 | Guangyun (廣運) 562–585 |

## Dynastia Sui
| Imię pośmiertne | Imię prywatne   | Lata    | Nazwa ery                                      |
| --------------- | --------------- | ------- | ---------------------------------------------- |
| Wen Di 文帝     | Yang Jian 楊堅  | 581–604 | Kaihuang (開皇) 581–600 Renshou (仁壽) 601–604 |
| Yang Di 煬帝    | Yang Guang 楊廣 | 605–617 | Daye (大業) 605–617                            |
| Gong Di 恭帝    | Yang You 楊侑   | 617–618 | Yining (義寧) 617–618                          |

## Dynastia Tang
| Dynastia Tang 618–690   |                                    |                              |              | |
| Wizerunek               | Imię świątynne                     | Imię prywatne                | Lata         | Nazwa ery |
|                         | Gaozu 高祖                         | Li Yuan 李淵                 | 618–626      | Wude (武德) 618–626 |
|                         | Taizong 太宗                       | Li Shimin 李世民             | 627–649      | Zhenguan (貞觀) 627–649 |
|                         | Gaozong 高宗                       | Li Zhi 李治                  | 650–683      | Yonghui (永徽) 650–655 Xianqing (顯慶) 656–661 Longshuo (龍朔) 661–663 Linde (麟德) 664–665 Qianfeng (乾封) 666–668 Zongzhang (總章) 668–670 Xianheng (咸亨) 670–674 Shangyuan (上元) 674–676 Yifeng (儀鳳) 676–679 Tiaolu (調露) 679–680 Yonglong (永隆) 680–681 Kaiyao (開耀) 681–682 Yongchun (永淳) 682–683 Hongdao (弘道) 683 |
|                         | Zhongzong 中宗                     | Li Xian 李顯 lub Li Zhe 李哲 | 684, 705–710 | Sisheng (嗣聖) 684 Shenlong (神龍) 705–707 Jinglong (景龍) 707–710 |
|                         | Ruizong 睿宗                       | Li Dan 李旦                  | 684–690      | Wenming (文明) 684–690 |
| Dynastia Zhou (690–705) |                                    |                              |              | |
|                         | Wu Zetian 武則天                   | Sheng Shen 聖神              | 690–705      | Tianshou (天授) 690–692 Ruyi (如意) 692 Changshou (長壽) 692–694 Yanzai (延載) 694 Zhengsheng (證聖) 695 Tiancewansui (天冊萬歲) 695–696 Wansuidengfeng (萬歲登封) 696 Wansuitongtian (萬歲通天) 696–697 Shengong (神功) 697 Shengli (聖曆) 698–700 Jiushi (久視) 700 Daju (大足) 701 Chang’an (長安) 701–705                      |
| Dynastia Tang 705–907   |                                    |                              |              | |
|                         | Shang Di 殤帝                      | Li Chong Mao 李重茂          | 710          | Tanglong 唐隆 |
|                         | Ruizong 睿宗                       | Li Dan 李旦                  | 710–712      | Jingyun (景雲) 710–711 Taiji (太極) 712 Yanhe (延和) 712 |
|                         | Xuanzong 玄宗                      | Li Long Ji 李隆基            | 712–756      | Xiantian (先天) 712–713 Kaiyuan (開元) 713–741 Tianbao (天寶) 742–756 |
|                         | Su Zong 肅宗                       | Li Heng 李亨                 | 756–762      | Jide (至德) 756–758 Qianyuan (乾元) 758–760 Shangyuan (上元) 760–761 |
|                         | Dai Zong 代宗                      | Li Yu 李豫                   | 762–779      | Baoying (寶應) 762–763 Guangde (廣德) 763–764 Yongtai (永泰) 765–766 Dali (大曆) 766–779 |
|                         | De Zong 德宗                       | Li Gua 李适                  | 780–805      | Jianzhong (建中) 780–783 Xingyuan (興元) 784 Zhenyuan (貞元) 785–805 |
|                         | Shun Zong 順宗                     | Li Song 李誦                 | 805          | Yongzhen (永貞) 805 |
|                         | Xian Zong 憲宗                     | Li Chun 李純                 | 806–820      | Yuanhe (元和) 806–820 |
|                         | Mu Zong 穆宗                       | Li Heng 李恆                 | 821–824      | Changqing (長慶) 821–824 |
|                         | Jing Zong 敬宗                     | Li Zhan 李湛                 | 824–826      | Baoli (寶曆) 824–826 |
|                         | Wen Zong 文宗                      | Li Ang 李昂                  | 826–840      | Baoli (寶曆) 826 Dahe (大和) lub Taihe (太和) 827–835 Kaicheng (開成) 836–840 |
|                         | Wu Zong 武宗                       | Li Yan 李炎                  | 840–846      | Huichang (會昌) 841–846 |
|                         | Xuan Zong 宣宗                     | Li Chen 李忱                 | 846–859      | Dachong (大中) 847–859 |
|                         | Yi Zong 懿宗                       | Li Cui 李漼                  | 859–873      | Dachong (大中) 859 Xiantong (咸通) 860–873 |
|                         | Xi Zong 僖宗                       | Li Xuan 李儇                 | 873–888      | Xiantong (咸通) 873–874 Qianfu (乾符) 874–879 Guangming (廣明) 880–881 Zhonghe (中和) 881–885 Guangqi (光啟) 885–888 Wende (文德) 888 |
|                         | Zhao Zong 昭宗                     | Li Ye 李曄                   | 888–904      | Longji (龍紀) 889 Dashun (大順) 890–891 Jingfu (景福) 892–893 Qianning (乾寧) 894–898 Guanghua (光化) 898–901 Tianfu (天復) 901–904 Tianyou (天佑) 904 |
|                         | Ai Di 哀帝 lub Zhao Xuan Di 昭宣帝 | Li Zhu 李柷                  | 904–907      | Tianyou (天佑) 904–907 |

### Dynastia Yan
| Imię pośmiertne | Imię prywatne     | Lata    | Nazwa ery                                   |
| --------------- | ----------------- | ------- | ------------------------------------------- |
| Là 剌           | Ān Lùshān 安祿山  | 756–757 | Shèngwǔ (聖武) 756–759                      |
| Brak            | Ān Qìngxù 安慶緒  | 757–759 | Tiānchéng (天成) 757–759                    |
| Brak            | Shǐ Sīmíng 史思明 | 759–761 | Shùntiān (順天) 759–761 Yìngtiān (應天) 761 |
| Brak            | Shǐ Cháoyì 史朝義 | 761–763 | Xiǎnshèng (顯聖) 761–763                    |

## Pięć Dynastii i Dziesięć Królestw
| Imię świątynne                                   | Imię pośmiertne           | Imię prywatne                  | Lata    | Nazwa ery |
| ------------------------------------------------ | ------------------------- | ------------------------------ | ------- | --- |
| PIĘĆ DYNASTII                                    |                           |                                |         | |
| Późniejsza dynastia Liang 907–923                |                           |                                |         | |
| Tai Zu 太祖                                      | nie istnieje              | Zhu Wen 朱溫                   | 907–912 | Kaiping (開平) 907–911 Qianhua (乾化) 911–912                                                                                 |
| Nie istnieje                                     | Mo Di 末帝                | Zhu Zhen 朱瑱                  | 913–923 | Qianhua (乾化) 913–915 Zhenming (貞明) 915–921 Longde (龍德) 921–923                                                          |
| Późniejsza dynastia Tang 923–936                 |                           |                                |         | |
| Zhuang Zong 莊宗                                 | Nie istnieje              | Li Cunxu 李存勗                | 923–926 | Tongguang (同光) 923–926 |
| Ming Zong 明宗                                   | Nie istnieje              | Li Siyuan 李嗣 lub Li Dan 李亶 | 926–933 | Tiancheng (天成) 926–930 Changxing (長興) 930–933                                                                             |
| Nie istnieje                                     | Min Di 節閔帝             | Li Conghou 李從厚              | 933–934 | Yingshun (應順) 913–915 |
| Nie istnieje                                     | Mo Di 末帝                | Li Congke 李從珂               | 934–936 | Qingtai (清泰) 934–936 |
| Późniejsza dynastia Jin 936–947                  |                           |                                |         | |
| Gao Zu 高祖                                      | Nie istnieje              | Shi Jing Tang 石敬瑭           | 936–942 | Tianfu (天福) 936–942 |
| Nie istnieje                                     | Chu Di 出帝               | Shi Chong Gui 石重貴           | 942–947 | Tianfu (天福) 942–944 Kaiyun (開運) 944–947                                                                                   |
| Późniejsza dynastia Han 947–950                  |                           |                                |         | |
| Gao Zu 高祖                                      | Nie istnieje              | Liu Zhi Yuan 劉知遠            | 947–948 | Tianfu (天福) 947 Qianyou (乾祐) 948                                                                                          |
| Nie istnieje                                     | Yin Di 隱帝               | Liu Cheng You 劉承祐           | 948–950 | Qianyou (乾祐) 948–950 |
| Późniejsza dynastia Zhou 951–960                 |                           |                                |         | |
| Tai Zu 太祖                                      | Nie istnieje              | Guo Wei 郭威                   | 951–954 | Guangshun (廣順) 951–954 Xiande (顯德) 954                                                                                    |
| Shi Zong 世宗                                    | Nie istnieje              | Chai Rong 柴榮                 | 954–959 | Xiande (顯德) 954–959 |
| Nie istnieje                                     | Gong Di 恭帝              | Chai Zong Xun 柴宗訓           | 959–960 | Xiande (顯德) 959–960 |
| DZIESIĘĆ KRÓLESTW                                |                           |                                |         | |
| Królestwo Wu Yue 904–978                         |                           |                                |         | |
| Tai Zu 太祖                                      | Wu Su Wang 武肅王         | Qian Liu 錢鏐                  | 904–932 | Tianbao (天寶) 908–923 Baoda (寶大) 923–925 Baozheng (寶正) 925–932                                                           |
| Shi Zong 世宗                                    | Wen Mu Wang 文穆王        | Qian Yuan Quan 錢元瓘          | 932–941 | Nie istnieje |
| Cheng Zong 成宗                                  | Zhong Xian Wang 忠獻王    | Qian Zuo 錢佐                  | 941–947 | Nie istnieje |
| Nie istnieje                                     | Zhong Xun Wang 忠遜王     | Qian Zong 錢倧                 | 947     | Nie istnieje |
| Nie istnieje                                     | Zhong Yi Wang 忠懿王      | Qian Chu 錢俶                  | 947–978 | Nie istnieje |
| Królestwo Min 909–945 oraz Królestwo Yin 943–945 |                           |                                |         | |
| Tai Zu 太祖                                      | Zhong Yi Wang 忠懿王      | Wang Shen Zhi 王審知           | 909–925 | Nie istnieje |
| Nie istnieje                                     | Nie istnieje              | Wang Yan Han 王延翰            | 925–926 | Nie istnieje |
| Tai Zong 太宗                                    | Hui Di 惠帝               | Wang Yan Jun 王延鈞            | 926–935 | Longqi (龍啟) 933–935 Yonghe (永和) 935                                                                                       |
| Kang Zong 康宗                                   | Nie istnieje              | Wang Ji Peng 王繼鵬            | 935–939 | Tongwen (通文) 936–939 |
| Jing Zong 景宗                                   | Nie istnieje              | Wang Yan Xi 王延羲             | 939–944 | Yonglong (永隆) 939–944 |
| Nie istnieje                                     | Tian De Di 天德帝         | Wang Yan Zheng 王延政          | 943–945 | Tiande (天德) 943–945 |
| Królestwo Jing Nan (Nan Ping) 906–963            |                           |                                |         | |
| Nie istnieje                                     | Wu Xin Wang 武信王        | Gao Ji Xing 高季興             | 909–928 | Nie istnieje |
| Nie istnieje                                     | Wen Xian Wang 文獻王      | Gao Cong Hui 高從誨            | 928–948 | Nie istnieje |
| Nie istnieje                                     | Zhen Yi Wang 貞懿王       | Gao Bao Rong 高寶融            | 948–960 | Nie istnieje |
| Nie istnieje                                     | Shi Zhong 侍中            | Gao Bao Xu 高寶勗              | 960–962 | Nie istnieje |
| Nie istnieje                                     | Nie istnieje              | Gao Ji Chong 高繼沖            | 962–963 | Nie istnieje |
| Królestwo Chu 897–951                            |                           |                                |         | |
| Nie istnieje                                     | Wu Mo Wang 武穆王         | Ma Yin 馬殷                    | 897–930 | Nie istnieje |
| Nie istnieje                                     | Heng Yang Wang 衡陽王     | Ma Xi Sheng 馬希聲             | 930–932 | Nie istnieje |
| Nie istnieje                                     | Wen Zhao Wang 文昭王      | Ma Xi Fan 馬希範               | 932–947 | Nie istnieje |
| Nie istnieje                                     | Fei Wang 廢王             | Ma Xi Guang 馬希廣             | 947–950 | Nie istnieje |
| Nie istnieje                                     | Gong Xiao Wang 恭孝王     | Ma Xi E 馬希萼                 | 950     | Nie istnieje |
| Nie istnieje                                     | Nie istnieje              | Ma Xi Chong 馬希崇             | 950–951 | Nie istnieje |
| Królestwo Wu 904–937                             |                           |                                |         | |
| Tai Zu 太祖                                      | Xiao Wu Di 孝武帝         | Yang Xing Mi 楊行密            | 904–905 | Tianyao (天祐) 904–905 |
| Lie Zong 烈宗                                    | Jing Di 景帝              | Yang Wo 楊渥                   | 905–908 | Tianyao (天祐) 905–908 |
| Gao Zu 高祖                                      | Xuan Di 宣帝              | Yang Long Yan 楊隆演           | 908–921 | Tianyao (天祐) 908–919 Wuyi (武義) 919–921                                                                                    |
| Nie istnieje                                     | Rui Di 睿帝               | Yang Pu 楊溥                   | 921–937 | Shunyi (順義) 921–927 Qianzhen (乾貞) 927–929 Dahe (大和) 929–935 Tianzuo (天祚) 935–937                                      |
| Południowe Królestwo Tang 937–975                |                           |                                |         | |
| Xian Zhu 先主 lub Lie Zu 烈祖                    | Nie istnieje              | Li Bian 李                     | 937–943 | Shengyuan (昇元) 937–943 |
| Zhong Zhu 中主 lub Yuan Zong 元宗                | Nie istnieje              | Li Jing 李璟                   | 943–961 | Baoda (保大) 943–958 Jiaotai (交泰) 958 Zhongxing (中興) 958                                                                  |
| Li Houzhu 李後主                                 | Wu Wang 武王              | Li Yu 李煜                     | 961–975 | Nie istnieje |
| Południowe Królestwo Han 917–971                 |                           |                                |         | |
| Gao Zu 高祖                                      | Tian Huang Da Di 天皇大帝 | Liu Yan 劉巖 lub 劉            | 917–925 | Qianheng (乾亨) 917–925 Bailong (白龍) 925–928 Dayou (大有) 928–941                                                           |
| Nie istnieje                                     | Shang Di 殤帝             | Liu Fen 劉玢                   | 941–943 | Guangtian (光天) 941–943 |
| Zhong Zong 中宗                                  | Nie istnieje              | Liu Cheng 劉晟                 | 943–958 | Yingqian (應乾) 943 Qianhe (乾和) 943–958                                                                                     |
| Hou Zhu 後主                                     | Nie istnieje              | Liu Chang 劉鋹                 | 958–971 | Dabao (大寶) 958–971 |
| Północne Królestwo Han 951–979                   |                           |                                |         | |
| Shi Zu 世祖                                      | Shen Wu Di 神武帝         | Liu Min 劉旻                   | 951–954 | Qianyou (乾祐) 951–954 |
| Rui Zong 睿宗                                    | Xiao He Di 孝和帝         | Liu Cheng Jun 劉承鈞           | 954–970 | Qianyou (乾祐) 954–957 Tianhui (天會) 957–970                                                                                 |
| Shao Zhu 少主                                    | Nie istnieje              | Liu Ji En 劉繼恩               | 970     | Nie istnieje |
| Nie istnieje                                     | Ying Wu Di 英武帝         | Liu Ji Yuan 劉繼元             | 970–982 | Guangyun (廣運) 970–982 |
| Wcześniejsze Królestwo Shu 907–925               |                           |                                |         | |
| Gao Zu 高祖                                      | Nie istnieje              | Wang Jian 王建                 | 907–918 | Tianfu (天復) 907 Wucheng (武成) 908–910 Yongping (永平) 911–915 Tongzheng (通正) 916 Tianhan (天漢) 917 Guangtian (光天) 918 |
| Hou Zhu 後主                                     | Nie istnieje              | Wang Yan 王衍                  | 918–925 | Qiande (乾德) 918–925 Xiankang (咸康) 925                                                                                     |
| Późniejsze Królestwo Shu 934–965                 |                           |                                |         | |
| Gao Zu 高祖                                      | Nie istnieje              | Meng Zhi Xiang 孟知祥          | 934     | Mingde (明德) 934 |
| Hou Zhu 後主                                     | Nie istnieje              | Meng Chang 孟昶                | 938–965 | Mingde (明德) 934–938 Guangzheng (廣政) 938–965                                                                               |

### Niezależne reżimy wojskowe
| Wuping i Hunan 節度 950–963 |                                       |         |
| Wuping 武平節度使           | Liu Yan 劉言                          | 950–953 |
| Wuping 武平節度使           | Wang Kui 王逵 lub Wang Jin Kui 王進逵 | 953–956 |
| Hunan 湖南節度使            | Zhou Xing Feng 周行逢                 | 956–962 |
| Hunan 湖南節度使            | Zhou Bao Quan 周保權                  | 962–963 |
| Quanzhang 節度 945–978      |                                       |         |
| Quanzhang 泉漳都指揮使      | Liu Cong Xiao 留從效                  | 945–962 |
| Quanzhang 泉漳留守          | Liu Shao Zi 留紹鎡                    | 962     |
| Quanzhang 泉漳節度使        | Zhang Han Si 張漢思                   | 962–963 |
| Quanzhang 泉漳節度使        | Chen Hong Jin 陳洪進                  | 963–978 |

## Dynastia Liao
| Imię świątynne | Imię pośmiertne  | Imię prywatne          | Lata      | Nazwa ery |
| -------------- | ---------------- | ---------------------- | --------- | --- |
| Taizu 太祖     | Nie istnieje     | Yelü Abaoji 耶律阿保機 | 907–926   | Shence (神冊) 916–922 Tianzan (天贊) 922–926 Tianxian (天顯) 926 |
| Taizong 太宗   | Nie istnieje     | Yelü Deguang 耶律德光  | 926–947   | Tianxian (天顯) 927–938 Huitong (會同) 938–947 Datong (大同) 947 |
| Shizong 世宗   | Nie istnieje     | Yelü Ruan 耶律阮       | 947–951   | Tianlu (天祿) 947–951 |
| Muzong 穆宗    | Nie istnieje     | Yelü Jing 耶律璟       | 951–969   | Yingli (應曆) 951–969 |
| Jingzong 景宗  | Nie istnieje     | Yelü Xian 耶律賢       | 969–982   | Baoning (保寧) 969–979 Qianheng (乾亨) 979–982 |
| Shengzong 聖宗 | Nie istnieje     | Yelü Longxu 耶律隆緒   | 982–1031  | Qianheng (乾亨) 982 Tonghe (統和) 983–1012 Kaitai (開泰) 1012–1021 Taiping (太平) 1021–1031                                                                          |
| Xingzong 興宗  | Nie istnieje     | Yelü Zongzhen 耶律宗真 | 1031–1055 | Jingfu (景福) 1031–1032 Chongxi (重熙) 1032–1055 |
| Daozong 道宗   | Nie istnieje     | Yelü Hongji 耶律洪基   | 1055–1101 | Qingning (清寧) 1055–1064 Xianyong (咸雍) 1065–1074 Taikang (太康) lub Dakang (大康) 1075–1084 Da’an (大安) 1085–1094 Shouchang (壽昌) lub Shoulong (壽隆) 1095–1101 |
| Nie istnieje   | Tianzuodi 天祚帝 | Yelü Yanxi 耶律延禧    | 1101–1125 | Qiantong (乾統) 1101–1110 Tianqing (天慶) 1111–1120 Baoda (保大) 1121–1125                                                                                           |

## Dynastia Song
| Wizerunek                          | Imię świątynne | Imię pośmiertne         | Imię prywatne                               | Lata      | Nazwa ery |
| ---------------------------------- | -------------- | ----------------------- | ------------------------------------------- | --------- | --- |
| Północna dynastia Song 960–1127    |                |                         |                                             |           | |
|                                    | Taizu 太祖     | Nie istnieje            | Zhao Kuangyin 趙匡胤                        | 960–976   | Jianlong (建隆) 960–963 Qiande (乾德) 963–968 Kaibao (開寶) 968–976 |
|                                    | Taizong 太宗   | Nie istnieje            | Zhao Kuangyi 趙匡義 lub Zhao Guangyi 趙光義 | 976–997   | Taipingxingguo (太平興國) 976–984 Yongxi (雍熙) 984–987 Duangong (端拱) 988–989 Chunhua (淳化) 990–994 Zhidao (至道) 995–997 |
|                                    | Zhenzong 真宗  | Nie istnieje            | Zhao Heng 趙恆                              | 997–1022  | Xianping (咸平) 998–1003 Jingde (景德) 1004–1007 Dazhongxiangfu (大中祥符) 1008–1016 Tianxi (天禧) 1017–1021 Qianxing (乾興) 1022                                                                                                |
|                                    | Renzong 仁宗   | Nie istnieje            | Zhao Zhen 趙禎                              | 1022–1063 | Tiansheng (天聖) 1023–1032 Mingdao (明道) 1032–1033 Jingyou (景祐) 1034–1038 Baoyuan (寶元) 1038–1040 Kangding (康定) 1040–1041 Qingli (慶曆) 1041–1048 Huangyou (皇祐) 1049–1054 Zhihe (至和) 1054–1056 Jiayou (嘉祐) 1056–1063 |
|                                    | Yingzong 英宗  | Nie istnieje            | Zhao Shu 趙曙                               | 1063–1067 | Zhiping (治平) 1064–1067 |
|                                    | Shenzong 神宗  | Nie istnieje            | Zhao Xu 趙頊                                | 1067–1085 | Xining (熙寧) 1068–1077 Yuanfeng (元豐) 1078–1085 |
|                                    | Zhezong 哲宗   | Nie istnieje            | Zhao Xu 趙煦                                | 1085–1100 | Yuanyou (元祐) 1086–1094 Shaosheng (紹聖) 1094–1098 Yuanfu (元符) 1098–1100 |
|                                    | Huizong 徽宗   | Nie istnieje            | Zhao Ji 趙佶                                | 1100–1125 | Jianzhongjingguo (建中靖國) 1101 Chongning (崇寧) 1102–1106 Daguan (大觀) 1107–1110 Zhenghe (政和) 1111–1118 Chonghe (重和) 1118–1119 Xuanhe (宣和) 1119–1125                                                                    |
|                                    | Qinzong 欽宗   | Nie istnieje            | Zhao Huan 趙桓                              | 1126–1127 | Jingkang (靖康) 1125–1127 |
| Południowa dynastia Song 1127–1279 |                |                         |                                             |           | |
|                                    | Gaozong 高宗   | Nie istnieje            | Zhao Gou 趙構                               | 1127–1162 | Jingyan (靖炎) 1127–1130 Shaoxing (紹興) 1131–1162 |
|                                    | Xiaozong 孝宗  | Nie istnieje            | Zhao Shen 趙昚                              | 1162–1189 | Longxing (隆興) 1163–1164 Qiandao (乾道) 1165–1173 Chunxi (淳熙) 1174–1189 |
|                                    | Guangzong 光宗 | Nie istnieje            | Zhao Dun 趙惇                               | 1189–1194 | Shaoxi (紹熙) 1190–1194 |
|                                    | Ningzong 寧宗  | Nie istnieje            | Zhao Kuo 趙擴                               | 1194–1224 | Qingyuan (慶元) 1195–1200 Jiatai (嘉泰) 1201–1204 Kaixi (開禧) 1205–1207 Jiading (嘉定) 1208–1224 |
|                                    | Lizong 理宗    | Nie istnieje            | Zhao Yun 趙昀                               | 1224–1264 | Baoqing (寶慶) 1225–1227 Shaoding (紹定) 1228–1233 Duanping (端平) 1234–1236 Jiaxi (嘉熙) 1237–1240 Chunyou (淳祐) 1241–1252 Baoyou (寶祐) 1253–1258 Kaiqing (開慶) 1259 Jingding (景定) 1260–1264                               |
|                                    | Duzong 度宗    | Nie istnieje            | Zhao Qi 趙祺                                | 1264–1274 | Xianchun (咸淳) 1265–1274 |
|                                    | Nie istnieje   | Gong 恭帝               | Zhao Xian 趙顯                              | 1274–1276 | Deyou (德祐) 1275–1276 |
|                                    | Duanzong 端宗  | Nie istnieje            | Zhao Shi 趙是                               | 1276–1278 | Jingyan (景炎) 1276–1278 |
|                                    | Nie istnieje   | Di 帝 lub Wei Wang 衛王 | Zhao Bing 趙昺                              | 1278–1279 | Xiangxing (祥興) 1278–1279 |

## PaństwoXixia
| Imię świątynne | Imię pośmiertne    | Imię prywatne       | Lata      | Nazwa ery |
| -------------- | ------------------ | ------------------- | --------- | --- |
| Jǐngzōng 景宗  | Wǔlièdì 武烈帝     | Lǐ Yuánhào 李元昊   | 1032–1048 | Xiǎndào (顯道) 1032–1034 Kāiyùn (開運) 1034 Guǎngpíng (廣平) 1035–1036 Dàqìng (大慶) 1036–1038 Tiānshòulǐfǎyánzuò (天授禮法延祚) 1038–1048                                                                                |
| Yìzōng 毅宗    | Zhāoyīngdì 昭英帝  | Lǐ Liàngzuò 李諒祚  | 1048–1067 | Yánsìníngguó (延嗣寧國) 1048–1049 Tiānyòuchuíshèng (天祐垂聖) 1050–1052 Fúshèngchéngdào (福聖承道) 1053–1056 Duǒdū (奲都) 1036–1038 Gǒnghuà (拱化) 1063–1067                                                              |
| Huìzōn 惠宗    | Kāngjìngdì 康靖帝  | Lǐ Bǐngcháng 李秉常 | 1067–1086 | Qiándào (乾道) 1067–1069 Tiāncìlǐshèngguóqìng (天賜禮盛國慶) 1070–1074 Dà’ān (大安) 1075–1085 Tiān’ānlǐdìng (天安禮定) 1085–1086                                                                                          |
| Chóngzōng 崇宗 | Shèngwéndì 聖文帝  | Lǐ Qiánshùn 李乾順  | 1086–1139 | Tiānyízhìpíng (天儀治平) 1086–1089 Tiānyòumín’ān (天祐民安) 1090–1097 Yǒng’ān (永安) 1098–1100 Zhēnguān (貞觀) 1101–1113 Yōngníng (雍寧) 1114–1118 Yuándé (元德) 1119–1127 Zhèngdé (正德) 1127–1134 Dàdé (大德) 1135–1139 |
| Rénzōng 仁宗   | Shèngzhēndì 聖禎帝 | Lǐ Rénxiào 李仁孝   | 1139–1193 | Dàqìng (大慶) 1139–1143 Rénqìng (人慶) 1144–1148 Tiānshèng (天盛) 1149–1170 Qiányòu (乾祐) 1170–1193 |
| Huánzōng 桓宗  | Zhāojiǎnjì 昭簡帝  | Lǐ Chúnyòu 李純佑   | 1193–1206 | Tiānqìng (天慶) 1193–1206 |
| Xiāngzōng 襄宗 | Jǐngwǔdì 景武帝    | Lǐ Ānquán 李安全    | 1206–1211 | Qìngtiān (慶天) 1206–1209 Huángjiàn (皇建) 1210–1211 |
| Shénzōng 神宗  | Yīngwéndì 英文帝   | Lǐ Zūnxū 李遵頊     | 1211–1223 | Guāngdìng (光定) 1211–1223 |
| Xiànzōng 獻宗  | Nie istnieje       | Lǐ Déwàng 李德旺    | 1223–1226 | Qiándìng (乾定) 1223–1226 |
| Mòzhǔ 末主     | Nie istnieje       | Lǐ Xiàn 李晛        | 1226–1227 | Bǎoyì (寶義) 1226–1227 |

## Państwo Jin
| Imię świątynne | Imię pośmiertne                     | Imię prywatne                                     | Lata      | Nazwa ery                                                                     |
| -------------- | ----------------------------------- | ------------------------------------------------- | --------- | ----------------------------------------------------------------------------- |
| Tàizǔ 太祖     | Nie istnieje                        | Wányán Āgǔdǎ 完顏阿骨打                           | 1115–1123 | Shōuguó (收國) 1115–1116 Tiānfǔ (天輔) 1117–1123                              |
| Tàizōng 太宗   | Nie istnieje                        | Wányán Wúqǐmǎi 完顏吳乞買 lub Wányán Shèng 完顏晟 | 1123–1134 | Tiānhuì (天會) 1123–1134                                                      |
| Xīzōng 熙宗    | Nie istnieje                        | Wányán Hélá 完顏合剌 lub Wányán Dǎn 完顏亶        | 1135–1149 | Tiānhuì (天會) 1135–1138 Tiānjuàn (天眷) 1138–1141 Huángtǒng (皇統) 1141–1149 |
| Nie istnieje   | Hǎilíngwáng 海陵王                  | Wányán Liàng 完顏亮                               | 1149–1161 | Tiāndé (天德) 1149–1153 Zhènyuán (貞元) 1153–1156 Zhènglóng (正隆) 1156–1161  |
| Shìzōng 世宗   | Nie istnieje                        | Wányán Yōng 完顏雍                                | 1161–1189 | Dàdìng (大定) 1161–1189                                                       |
| Zhāngzōng 章宗 | Nie istnieje                        | Wányán Jǐng 完顏璟                                | 1190–1208 | Míngchāng (明昌) 1190–1196 Chéng’ān (承安) 1196–1200 Tàihé (泰和) 1200–1208   |
| Nie istnieje   | Wèishàowáng 衛紹王 lub Wèiwáng 衛王 | Wányán Yǒngjì 完顏永濟                            | 1209–1213 | Dà’ān (大安) 1209–1212 Chóngqìng (崇慶) 1212–1213 Zhìníng (至寧) 1213         |
| Xuānzōng 宣宗  | Nie istnieje                        | Wányán Xún 完顏珣                                 | 1213–1223 | Zhēnyòu (貞祐) 1213–1217 Xīngdìng (興定) 1217–1222 Yuánguāng (元光) 1222–1223 |
| Āizōng 哀宗    | Nie istnieje                        | Wányán Shǒuxù 完顏守緒                            | 1224–1234 | Zhèngdà (正大) 1224–1232 Kāixīng (開興) 1232 Tiānxīng (天興) 1232–1234        |
| Nie istnieje   | Mòdì 末帝                           | Wányán Chénglín 完顏承麟                          | 1234      | Nie istnieje                                                                  |

## Dynastia Yuan
| Wizerunek | Imię świątynne  | Imię pośmiertne    | Imię mongolskie     | Imię prywatne                                  | Lata                  | Nazwa ery |
| --------- | --------------- | ------------------ | ------------------- | ---------------------------------------------- | --------------------- | --- |
|           | Taizu 太祖      | nie istnieje       | Czyngis-chan        | Borjigin Temudżyn 孛兒只斤鐵木真               | 1206–1227             | nie istnieje |
|           | Ruizong 睿宗    | nie istnieje       | Tołuj               | Borjigin Tolui 孛兒只斤拖雷                    | 1228                  | nie istnieje |
|           | Taizong 太宗    | nie istnieje       | Ugedej              | Borjigin Ögedei 孛兒只斤窩闊台                 | 1229–1241             | nie istnieje |
|           | nie istnieje    | nie istnieje       | Töregene-katun      | Töregene Khâtûn 乃馬真                         | 1241–1246             | nie istnieje |
|           | Dingzong 定宗   | nie istnieje       | Gujuk               | Borjigin Güyük 孛兒只斤貴由                    | 1246–1248             | nie istnieje |
|           | nie istnieje    | nie istnieje       | Oguł Kajmysz        | Oghul Ghaymish 海米失                          | 1248–1251             | nie istnieje |
|           | Xianzong 憲宗   | nie istnieje       | Mongke              | Borjigin Möngke 孛兒只斤蒙哥                   | 1251–1259             | nie istnieje |
|           | Shizu 世祖      | nie istnieje       | Kubilaj-chan        | Borjigin Kublai 孛兒只斤忽必烈                 | 1260–1294             | Zhongtong (中統) 1260–1264 Zhiyuan (至元) 1264–1294                                                                       |
|           | Chengzong 成宗  | nie istnieje       | Temür Öldżejtü      | Borjigin Temür 孛兒只斤鐵木耳                  | 1294–1307             | Yuanzhen (元貞) 1295–1297 Dade (大德) 1297–1307                                                                           |
|           | Wuzong 武宗     | nie istnieje       | Haisan Guluk        | Borjigin Qayshan 孛兒只斤海山                  | 1308–1311             | Zhida (至大) 1308–1311 |
|           | Renzong 仁宗    | nie istnieje       | Ayurparibhadra      | Borjigin Ayurparibhadra 孛兒只斤愛育黎拔力八達 | 1311–1320             | Huangqing (皇慶) 1312–1313 Yanyou (延祐) 1314–1320                                                                        |
|           | Yingzong (英宗) | nie istnieje       | Suddhipala Gegeen   | Borjigin Suddhipala 孛兒只斤碩德八剌           | 1321–1323             | Zhizhi (至治) 1321–1323                                                                                                   |
|           | Jinzong (晉宗)  | Taiding Di 泰定帝  | Yesün-Temür         | Borjigin Yesün-Temür 孛兒只斤也孫鐵木兒        | 1323–1328             | Taiding (泰定) 1321–1328 Zhihe (致和) 1328                                                                                |
|           | nie istnieje    | Tianshun Di 天順帝 | Arigaba             | Borjigin Arigaba 孛兒只斤阿速吉八              | 1328                  | Tianshun (天順) 1328 |
|           | Wenzong 文宗    | nie istnieje       | Jijaghatu Toq-Temür | Borjigin Toq-Temür 孛兒只斤圖鐵木兒            | 1328–1329 i 1329–1332 | Tianli (天曆) 1328–1330 Zhishun (至順) 1330–1332                                                                          |
|           | Mingzong 明宗   | nie istnieje       | Qoshila Qutuqtu     | Borjigin Qoshila 孛兒只斤和世剌                | 1329                  | nie istnieje |
|           | Ningzong 寧宗   | nie istnieje       | Irinchibal          | Borjigin Irinchibal 孛兒只斤懿璘質班           | 1332                  | Zhishun (至順) 1332 |
|           | Huizong 惠宗    | Shundi 順帝        | Togon Temür         | Borjigin Toghan-Temür 孛兒只斤妥懽鐵木兒       | 1333–1370             | Zhishun (至順) 1333 Yuantong (元統) 1333–1335 Zhiyuan (至元) 1335–1340 Zhizheng (至正) 1341–1368 Zhiyuan (至元) 1368–1370 |

| Imię świątynne | Imię pośmiertne | Imię mongolskie | Imię prywatne                     | Lata      | Nazwa ery                  |
| -------------- | --------------- | --------------- | --------------------------------- | --------- | -------------------------- |
| Zhaozong 昭宗  | nie istnieje    | Biligtü Chan    | Ayushiridara 孛兒只斤愛育識里達臘 | 1370–1378 | Xuanguang (宣光) 1371–1378 |
| nie istnieje   | nie istnieje    | Usakal Chan     | Tögüs Temür 孛兒只斤脫古思鐵木兒  | 1378–1387 | Tianguang (天光) 1378–1387 |

## Dynastia Ming
| Wizerunek | Imię prywatne        | Imię pośmiertne     | Imię świątynne                | Nazwa ery                                         | Lata                 |
| --------- | -------------------- | ------------------- | ----------------------------- | ------------------------------------------------- | -------------------- |
|           | Zhū Yuánzhāng 朱元璋 | Gāodì 高帝          | Tàizǔ 太祖                    | Hóngwǔ 洪武                                       | 1368–1398            |
|           | Zhū Yǔnwén 朱允炆    | Huìdì 惠帝          | nie istnieje                  | Jiànwén 建文                                      | 1398–1402            |
|           | Zhū Dì 朱棣          | Wēndì 文帝          | Chéngzǔ 成祖 lub Tàizōng 太宗 | Yǒnglè 永樂                                       | 1402–1424            |
|           | Zhū Gāochì 朱高熾    | Zhāodì 昭帝         | Rénzōng 仁宗                  | Hóngxī 洪熙                                       | 1424–1425            |
|           | Zhū Zhānjī 朱瞻基    | Zhāngdì 章帝        | Xuānzōng 宣宗                 | Xuāndé 宣德                                       | 1425–1435            |
|           | Zhū Qízhèn 朱祁鎮    | Ruìdì 睿帝          | Yīngzōng 英宗                 | Zhèngtǒng 正統 1436–1449; Tiānshùn 天順 1457–1464 | 1435–1449; 1457–1464 |
|           | Zhū Qíyù 朱祁鈺      | Jǐngdì 景帝         | Dàizōng 代宗                  | Jǐngtài 景泰                                      | 1449–1457            |
|           | Zhū Jiànshēn 朱見深  | Chúndì 純帝         | Xiànzōng 憲宗                 | Chénghuà 成化                                     | 1464–1487            |
|           | Zhū Yòutáng 朱祐樘   | Jìngdì 敬帝         | Xiàozōng 孝宗                 | Hóngzhì 弘治                                      | 1487–1505            |
|           | Zhū Hòuzhào 朱厚照   | Yìdì 毅帝           | Wǔzōng 武宗                   | Zhèngdé 正德                                      | 1505–1521            |
|           | Zhū Hòucōng 朱厚熜   | Sùdì 肅帝           | Shìzōng 世宗                  | Jiājìng 嘉靖                                      | 1521–1566            |
|           | Zhū Zǎihòu 朱載垕    | Zhuāngdì 莊帝       | Mùzōng 穆宗                   | Lóngqìng 隆慶                                     | 1566–1572            |
|           | Zhū Yìjūn 朱翊鈞     | Xiǎndì 顯帝         | Shénzōng 神宗                 | Wànlì 萬曆                                        | 1572–1620            |
|           | Zhū Chángluò 朱常洛  | Zhēndì 貞帝         | Guāngzōng 光宗                | Tàichāng 泰昌                                     | 1620                 |
|           | Zhū Yóujiào 朱由校   | Zhédì 悊帝          | Xīzōng 熹宗                   | Tiānqǐ 天啟                                       | 1620–1627            |
|           | Zhū Yóujiǎn 朱由檢   | Zhuānglièmǐn 莊烈愍 | Sīzōng 思宗                   | Chóngzhēn 崇禎                                    | 1627–1644            |

### Dynastia Shun
| Imię prywatne     | Imię świątynne   | Nazwa ery       | Lata |
| ----------------- | ---------------- | --------------- | ---- |
| Li Zicheng 李自成 | Chuǎng Wáng 闯王 | Yung Chang 永昌 | 1644 |

### Południowa dynastia Ming
| Imię prywatne        | Imię świątynne | Nazwa ery      | Lata      |
| -------------------- | -------------- | -------------- | --------- |
| Zhū Yóusōng 朱由崧   | Ānzōng 安宗    | Hóngguāng 弘光 | 1644–1645 |
| Zhū Yùjiàn 朱聿鍵    | Shàozōng 紹宗  | Lóngwǔ 隆武    | 1645–1646 |
| Zhū Chángfāng 朱常淓 | Nie istnieje   | Nie istnieje   | 1645      |
| Zhū Yǐhǎi 朱以海     | Nie istnieje   | Nie istnieje   | 1645–1653 |
| Zhū Yùyuè 朱聿[金粵] | Nie istnieje   | Shàowǔ 紹武    | 1646      |
| Zhū Yóuláng 朱由榔   | Nie istnieje   | Yǒnglì 永曆    | 1646–1662 |

## Dynastia Qing
| Wizerunek | Imię prywatne¹     | Imię pośmiertne | Imię świątynne | Nazwa ery Chińska, Mandżurska                                                 | Lata             |
| --- | ------------------ | --------------- | -------------- | ----------------------------------------------------------------------------- | ---------------- |
| | Nurhaczy 努爾哈赤  | Gāodì 高帝      | Tàizǔ 太祖     | Tiānmìng 天命                                                                 | 1616–1626        |
| | Hong Taiji² 皇太極 | Wéndì 文帝      | Tàizōng 太宗   | Tiāncōng 天聰 Abkai sure 1627–1636; Chóngdé 崇德 Wesihun erdemungge 1636–1643 | 1626–1643        |
| | Fúlín 福臨         | Zhāngdì 章帝    | Shìzǔ 世祖     | Shùnzhì 順治 Ijishūn dasan                                                    | 1643–1661        |
| | Xuányè 玄燁        | Réndì 仁帝      | Shèngzǔ 聖祖   | Kāngxī 康熙 Elhe taifin                                                       | 1661–1722        |
| | Yìnzhēn 胤禛       | Xiàndì 憲帝     | Shìzōng 世宗   | Yōngzhèng 雍正 Hūwaliyasun tob                                                | 1722–1735        |
| | Hónglì 弘曆        | Chúndì 純帝     | Gāozōng 高宗   | Qiánlóng 乾隆 Abkai wehiyehe                                                  | 1735–1796        |
| | Yóngyǎn 顒琰       | Ruìdì 睿帝      | Rénzōng 仁宗   | Jiāqìng 嘉慶 Saicungga fengšen                                                | 1796–1820        |
| | Mínníng 旻寧       | Chéngdì 成帝    | Xuānzōng 宣宗  | Dàoguāng 道光 Doro eldengge                                                   | 1820–1850        |
| | Yìzhǔ 奕詝         | Xiǎndì 顯帝     | Wénzōng 文宗   | Xiánfēng 咸豐 Gubci elgiyengge                                                | 1850–1861        |
| | Zǎichún 載淳       | Yìdì 毅帝       | Mùzōng 穆宗    | Tóngzhì 同治 Yooningga dasan                                                  | 1861–1875³       |
| | Zǎitián 載湉       | Jǐngdì 景帝     | Dézōng 德宗    | Guāngxù 光緒 Badarangga doro                                                  | 1875–1908³       |
| | Pǔyí 溥儀          | Xùndì4 遜帝     | Nie istnieje 5 | Xuāntǒng 宣統 Gehungge yoso                                                   | 1908–19126, 1917 |
| 1 Imieniem prywatnym władców dynastii Qing było Aisin Gioro (愛新覺羅), przyjęło się jednak nadawanie każdemu władcy indywidualnego imienia. |                    |                 |                |                                                                               |                  |
| 2 W niektórych źródłach jego imię podawane jest jako Abahai (阿巴海). |                    |                 |                |                                                                               |                  |
| 3 W latach 1861–1873 i 1875-1889 regencję sprawowała cesarzowa Cixi. W 1898 z jej rozkazu cesarz Guangxu został uwięziony, zaś Cixi sprawowała pełnię władzy do swojej śmierci w 1908. |                    |                 |                |                                                                               |                  |
| 4 Nieoficjalne imię pośmiertne występujące w większości chińskich książek historycznych. |                    |                 |                |                                                                               |                  |
| 5 W 2004 spadkobiercy dynastii Qing nadali Puyi imię pośmiertne i świątynne. Imię pośmiertne: Mindi (愍帝). Imię świątynne: Gongzong (恭宗). |                    |                 |                |                                                                               |                  |
| 6 Dynastię obalono 12 lutego 1912. Puyi zachował jednak władzę w obrębie Zakazanego Miasta do 5 listopada 1924, jego władzę przywrócono na krótko od 1 lipca do 12 lipca w 1917 roku. Panując w Mandżukuo Puyi panował oficjalnie w erach noszących nazwy Datong (大同) (1932–1934) i Kangde (康德) (1934–1945). |                    |                 |                |                                                                               |                  |

### Cesarze dynastii Zhou (Rebelia trzech lenników)
| Imię prywatne    | Nazwa ery    | Imię świątynne | Lata                        |
| ---------------- | ------------ | -------------- | --------------------------- |
| Wú Sānguì 吳三桂 | Zhāowǔ 昭武  | Tai Zu 太祖    | marzec 1678 – sierpień 1678 |
| Wú Shìfán 吳世璠 | Hónghuà 洪化 | Nie istnieje   | sierpień 1678–1682          |

### Cesarz podczas powstania na Tajwanie (1721–1722)
| Imię prywatne    | Nazwa ery   | Lata               |
| ---------------- | ----------- | ------------------ |
| Zhū Yīguì 朱一貴 | Yǒnghé 永和 | 1721–1722 lub 1721 |

### Cesarz podczas powstania na Tajwanie (1786–1788)
| Imię prywatne        | Nazwa ery     | Lata      |
| -------------------- | ------------- | --------- |
| Lín Shuăngwén 林爽文 | Shùntiān 順天 | 1786–1788 |

### Cesarze podczaspowstania tajpingów
| Imię prywatne           | Nazwa ery     | Lata                     |
| ----------------------- | ------------- | ------------------------ |
| Hong Xiuquan 洪秀全     | Yuannian 元年 | sierpień 1851 – maj 1864 |
| Hong Tianguifu 洪天貴福 | Nie istnieje  | maj 1864 – sierpień 1864 |

### Cesarstwo Yuana Shikai
| Wizerunek | Imię prywatne      | Nazwa ery     | Lata |
| --------- | ------------------ | ------------- | ---- |
|           | Yuan Shikai 袁世凱 | Hongxian 洪憲 | 1916 |